# Norderstedt
Norderstedt ist eine Mittelstadt im Süden Holsteins, angrenzend an Hamburg. Hinsichtlich der Einwohnerzahl ist sie nach Kiel, Lübeck und Flensburg mit 82.844 Einwohnern (Stand 31. Dezember 2024) die viertgrößte Stadt im nördlichsten deutschen Land Schleswig-Holstein.
Das am 1. Januar 1970 gegründete Norderstedt ist die größte Stadt des Kreises Segeberg und erhielt 2005 den Status einer Großen kreisangehörigen Stadt. Die Ursprungsgemeinden verteilten sich über ein großes Gebiet, so ist Norderstedt bezogen auf die Fläche die sechstgrößte Stadt Schleswig-Holsteins.
Norderstedt gehört zum Vorortgürtel Hamburgs und besitzt kein historisches Zentrum. Bekanntester Wahl-Norderstedter ist Uwe Seeler (1936–2022), langjähriger Fußballspieler des Hamburger SV.

## Geografie
Die Stadt gehört zum Ballungsraum Hamburg (Metropolregion Hamburg) und grenzt an mehrere nördliche Stadtteile der Hansestadt: Niendorf, Langenhorn, Fuhlsbüttel, Hummelsbüttel, Poppenbüttel, Lemsahl-Mellingstedt und Duvenstedt.
| Ellerau           | Henstedt-Ulzburg                            | Tangstedt                        |
| Quickborn, Hasloh | Kompassrose, die auf Nachbargemeinden zeigt | Lemsahl-Mellingstedt, Duvenstedt |
| Bönningstedt      | Langenhorn Fuhlsbüttel                      | Hummelsbüttel, Poppenbüttel      |

Von Norderstedt aus erreicht man mit dem Pkw in etwa 40–60 Minuten die Landeshauptstadt Kiel, in rund 90 Minuten die Nord- und in 60 Minuten die Ostsee und in 30 Minuten das Zentrum von Hamburg. Durch die Nähe der Stadt zu Hamburg ergeben sich einige Besonderheiten. So verlaufen einige Straßen quer über die Stadt- und Landesgrenze unter Beibehaltung des Namens und Fortsetzung der Nummerierung. Beim alten vierstelligen Postleitzahlensystem (1961–1993) galt die Postleitzahl von Hamburg (2000) auch für Norderstedt, bis heute gilt die Hamburger Telefonvorwahl 040. Einzigartig in Deutschland gibt es im Quartier Ochsenzoll einen Wochenmarkt, der über eine Stadtgrenze, gleichzeitig aber auch über die Ländergrenze Schleswig-Holstein/Hamburg geht.

## Geschichte

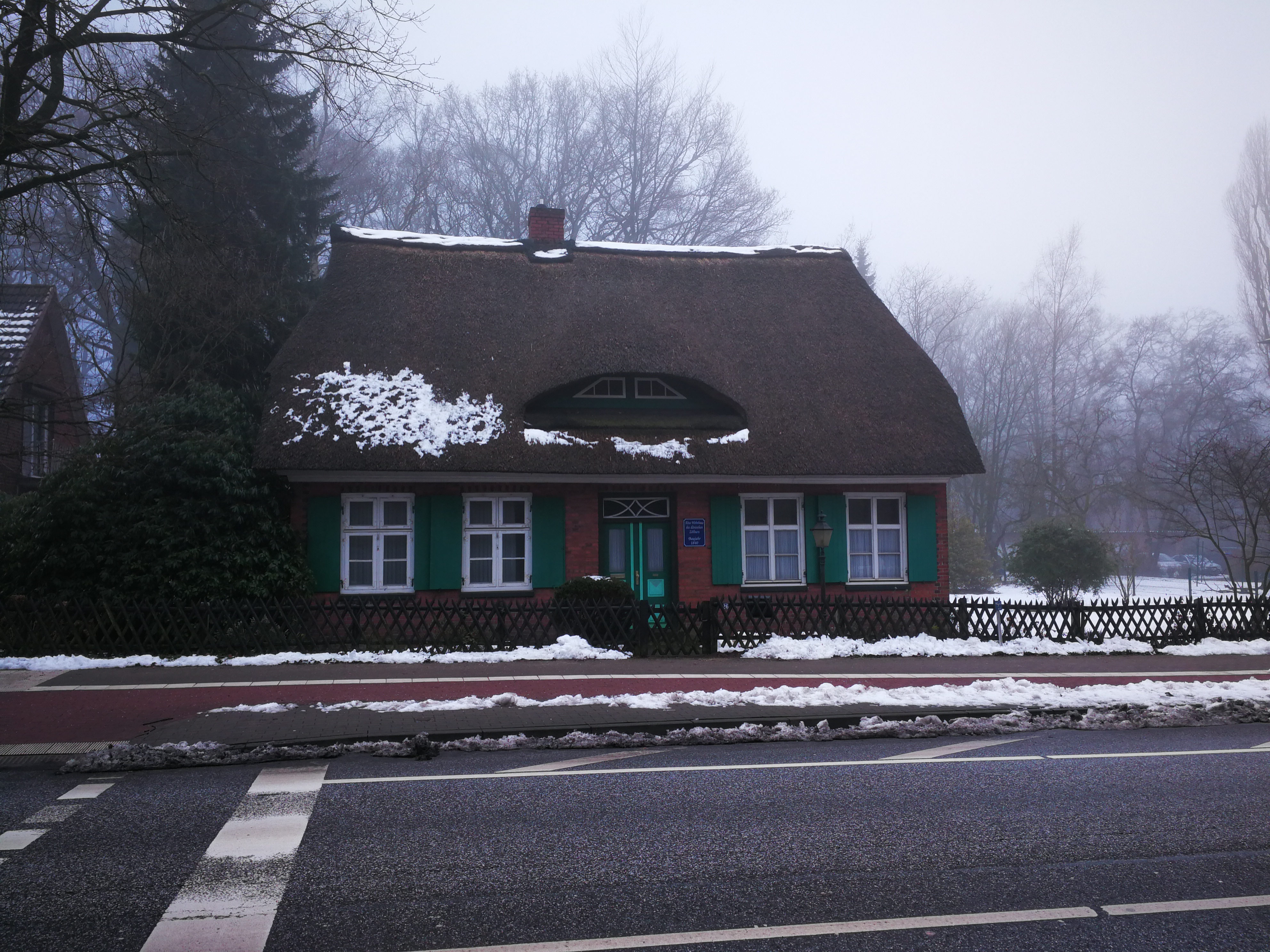
Dänisches Zollhaus von 1840

Das südholsteinische Gebiet, auf dem sich Norderstedt mit seinen vier Ursprungsgemeinden befindet, war seit dem Mittelalter Teil des Heiligen Römischen Reiches deutscher Nation. Mit dem Vertrag von Ripen im Jahr 1460 stand das Land unter der Oberhoheit des dänischen Königs als Herzog von Holstein; im 18. Jahrhundert wurde es Bestandteil des dänischen Gesamtstaates. In den Jahren 1865/66 kam es unter Verwaltung Österreichs, und im Anschluss daran wurde es Landgemeindegebiet der preußischen Provinz Schleswig-Holstein. Seit dem Zweiten Weltkrieg gehört das Gebiet zum Land Schleswig-Holstein, dort bis zur Stadtgründung zu den Kreisen Pinneberg und Stormarn. Die Grenze war die heutige zentrale Ulzburger Straße.
Im Jahre 1919 entwickelte der Hamburger Baudirektor Fritz Schumacher den „Achsenplan zur natürlichen Entwicklung des Organismus Hamburg“, mit einer wichtigen Nordachse, durch dessen Umsetzung das Gebiet verstärkt bebaut wurde.
Die Stadt Norderstedt wurde am 1. Januar 1970 gegen teilweise starken Widerstand aus den Vorgängergemeinden durch den Zusammenschluss der Hamburger Vorstadtgemeinden Garstedt und Friedrichsgabe (beide vorher Kreis Pinneberg) mit Harksheide und Glashütte (beide vorher Kreis Stormarn) gegründet. Diese waren in den 1940er Jahren durch Hamburger Bombenevakuierte und den Flüchtlingszuzug aus den ostdeutschen Gebieten (meist Ostpreußen, Pommern und Schlesien) sowie durch den späteren Flächenbedarf der Hamburger Bevölkerung (Suburbanisierung) stark gewachsen.
Der Name Norderstedt wurde noch bis kurz vor der Stadtgründung für ein deutlich größeres Gebiet nördlich von Hamburg einschließlich Ellerau, Quickborn, Henstedt-Ulzburg, Kaltenkirchen, Tangstedt, Wilstedt, Alveslohe, Kisdorf und Bönningstedt benutzt. Im Jahr 1953 war ein Förderverein Norderstedt für dieses Gebiet gegründet worden, wobei keine Stadtgründung, sondern nur eine Koordination über das Gebiet dreier Landkreise angestrebt wurde. Gegen die Möglichkeit einer Stadtgründung in diesem Gebiet, die den Untergang der alten Gemeinden bedeutete, wurde schon früh protestiert.
Im Kampf der vier SPD-geführten Ursprungsgemeinden gegen die Gründung wurde von ihnen vorgeschlagen, die Gründung zu verschieben und dann den Namen Holstein zu wählen. Die CDU-Regierung des Landes Schleswig-Holstein setzte sich jedoch darüber hinweg und verordnete die Gründung von Norderstedt zum 1. Januar 1970. Zur Findung des Stadtnamens diskutierte man neben Holstein (in Schleswig-Holstein als Gegenpol zu Schleswig), über Süderstedt (weil im Süden Schleswig-Holsteins gelegen) und Norderstedt (nördlich der Regionsmetropole Hamburg). Da sich die Kreisausschüsse von Stormarn und Pinneberg über die Verwaltung nicht einigen konnten, teilte die schleswig-holsteinische Landesregierung die Stadt Norderstedt dem Kreis Segeberg zu. Erster Bürgermeister der neuen Stadt war Horst Embacher. Die letzte Klage der Vorgängergemeinden gegen die Stadtgründung wurde erst am 16. Dezember 1969 vom Bundesverfassungsgericht abgelehnt. Feierlichkeiten zur Stadtgründung gab es nicht. Nachvollziehbar ist die Gründung durch den Blick auf andere umstrittene Fusionen in den 1970er Jahren, wie zum Beispiel die Stadt Lahn. Im Süden Hamburgs wurde vergleichbar mit Norderstedt auf niedersächsischem Gebiet 1972 die Gemeinde Seevetal gegründet (bei ihrer Gründung wurde ebenfalls der Name Süderstedt erwogen).
Da es keinerlei planerische Vorbereitung gab und das Wachstum der neuen Stadt schnell durch die erste Ölpreiskrise gebremst wurde, dauerte es bis 1984, bevor in einem neuen Zentrum ein Rathaus eingeweiht werden konnte. Die danebenstehende Mehrzweckhalle TriBühne konnte von 1991 bis zur Fertigstellung 2001 nur als Rohbau genutzt werden, da die Finanzierung des weiteren Ausbaus nicht gesichert war.
Die Stadt Norderstedt verwendet die Abkürzung „NO“, um die naheliegende Abkürzung „NS“ zu vermeiden, die als Abkürzung für Nationalsozialismus vorbelastet ist.
Am 1. Januar 2005 erhielt die Stadt Norderstedt aufgrund der stetig wachsenden Bevölkerungszahlen den Status einer Großen kreisangehörigen Stadt.
Die Landesgartenschau Schleswig-Holstein fand 2011 in Norderstedt statt. Angeregt hatte sie der Paderborner Hans-Joachim Grote, der ab 1995 zunächst als Baurat und von 1998 bis 2017 als Bürgermeister in Norderstedt tätig war – er hatte schon in Paderborn für eine Landesgartenschau gearbeitet.
Historisch betrachtet verfügt Norderstedt noch nicht über eine Gesamterzählung; statt einer Geschichte Norderstedts müssen einzelne Geschichten erzählt werden.

### Stadtteile

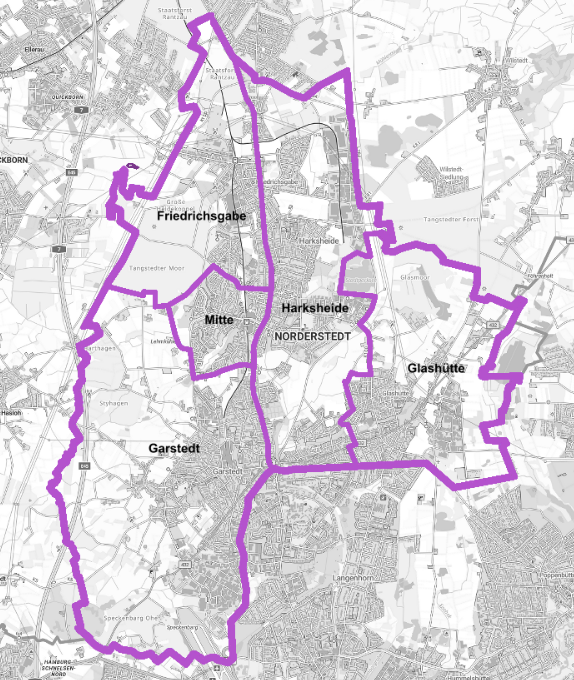
Die Stadtteile Norderstedts

Die Stadtverwaltung teilt in ihrem offiziellen Geoportal Norderstedt in fünf Stadtteile ein. Verwaltungsrechtlich gesehen ist Norderstedt aber nicht in Stadtteile gegliedert. Post, Feuerwehr, Kirche und andere Institutionen und Behörden, selbst innerhalb des Rathauses, gliedern für ihre Arbeit die Stadt unterschiedlich, benutzen aber oft die alten Bezeichnungen.
Das Landesamt für Vermessung und Geoinformation Schleswig-Holstein benutzt für seinen Digitalen Atlas Nord (DANord) in der Suchfunktion Daten der Post, die auch die Straßen, die durch mehrere Stadtteile führen (z. B. Ulzburger Straße oder Friedrichsgaber Weg) nur einem Stadtteil zuordnen. Die Ulzburger Straße bildet dort fälschlicherweise keine Grenze mehr, sondern gehört ganz zu Harksheide, Norderstedt-Mitte fehlt als Stadtteil, es gehört zu Garstedt. Auch andere benutzen diese fehlerbehaftete Adressdatenbank der Post.
Die hier nachfolgend beschriebenen Wohngebiete beziehen sich auf die ehemaligen Gemeinden vor der Zusammenlegung zur Stadt Norderstedt und den neuen Stadtteil „Mitte“, wie sie im offiziellen Geoportal der Stadt Norderstedt eingezeichnet sind.

#### Garstedt

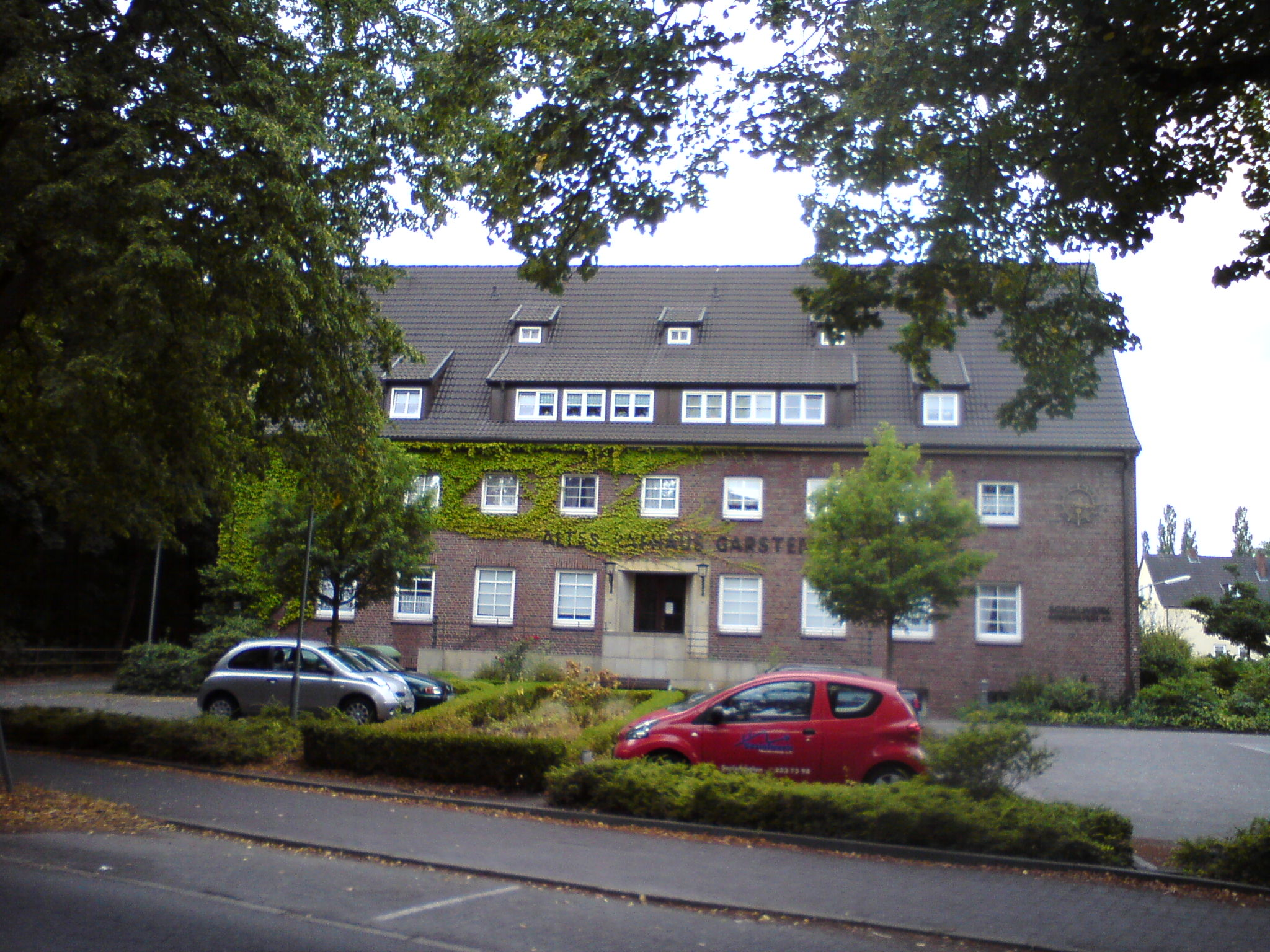
Altes Garstedter Rathaus

Garstedt wurde erstmals 1370 urkundlich erwähnt, das erwähnende Dokument entstammt den Archiven der Handelskammer Hamburg. Garstedt ist der älteste und wirtschaftlich stärkste Stadtteil. Ursprünglich am westlichen Rand des Harksheidemoors gelegen, profitierten die Bauern von einer deutlich besseren Bodenqualität als in den benachbarten Dörfern.
Im Zuge der Verkoppelung (einer umfassenden Landreform) im Jahr 1794 vergrößerte sich Garstedt (auch genannt Garstedter Hagen) um Garstedter Feld (heute die Region um die Garstedter Feldstraße und die Kohfurth). In dieser Region siedelten sich die ärmeren Dorfbewohner an, die hauptsächlich von der Torfgewinnung lebten, als einfache Handwerker oder als Tagelöhner arbeiteten.
Danach begann der Aufstieg zu einem Handwerksort. Im Jahr 1887 wurde die erste Windmühle gebaut (am Möhlenbarg) und 1889 wurden Garstedt und Harksheide zu einer unabhängigen Kirchengemeinde mit einem kleinen baulichen Ensemble aus Kirche, Pastorat und Friedhof auf dem Gelände zwischen Kirchenstraße Nr. 12 und der Ochsenzoller Straße Nr. 43. Zur Jahrhundertwende 1900 wurden bereits 1327 Einwohner gezählt. Der erste Kirchenbau der noch jungen Christus-Kirchengemeinde zu Garstedt wurde im Jahr 1906 errichtet. Der in der äußeren Erscheinung sehr ansprechende Jugendstilbau wurde jedoch in den 1960er Jahren zugunsten einer sehr viel größeren Kirche abgebrochen und durch einen schlichten Klinkerbau (Entwurf: Joachim Matthaei (1911–1999)) mit separatem Kirchturm ersetzt. Bis zum Jahr 1939 hatte sich die Zahl der Einwohner auf 4869 fast vervierfacht.
Große Bedeutung für die Region hatte von Beginn an der Ochsenzoll, eine Zollgrenze zwischen Hamburg und der Grafschaft Holstein Schauenburg. Vom 15. bis in das frühe 19. Jahrhundert hinein wurden Ochsen auf dem Nord-Süd-Handelsweg von Jütland durch das Harksheidemoor getrieben, das bis dahin die größte Heide- und Moor-Landschaft in Holstein bildete. Die Ochsen mussten an der Grenze zum Stadtstaat Hamburg verzollt werden. Bis 1840 wurde der Zoll in Garstedt entrichtet (am Ende der Ulzburger Straße), danach in einer Zollstation in Harksheide (am Beginn der Langenhorner Chaussee). Der Straßenname Schmuggelstieg westlich davon erinnert noch heute daran. Als Schleswig-Holstein 1867 den Status einer preußischen Provinz bekam, wurde die Zollstation geschlossen.
Der Handelsweg, auf dem die Ochsen seit dem 15. Jahrhundert durch das Harksheidemoor getrieben wurden, bildete auch die Grenze zwischen den westlich gelegenen landesherrlichen Ämtern Pinneberg, zu dessen Herrschaftsbereich Garstedt gehörte, und dem östlich gelegenen Tremsbüttel, zu dem der heutige Norderstedter Stadtteil Harksheide gehörte. Der Weg bleibt als Verwaltungsgrenze zwischen Garstedt/Friedrichsgabe (Kreis Pinneberg) und Harksheide (Kreis Stormarn) bis zur Stadtgründung 1970 erhalten. Zu dieser Zeit hatte Garstedt 21.184 Einwohner (zum Vergleich 1957: 10.012 Ew.).

#### Harksheide
Harksheide wurde erstmals 1374 urkundlich erwähnt. Das Gebiet des heutigen Stadtteils liegt direkt nordöstlich des Ochsenzolls. Bis 1876 gehörte Harksheide zum Kanzleigut Tangstedt und war ein Vorwerk von Tremsbüttel, bis es 1693 zu einem eigenen Gut wurde. 1867 wurde es zur preußischen Landgemeinde im Kreis Stormarn. Im Rahmen der Einführung der preußischen Kommunalverfassung wurde das Dorf 1889 dem Amtsbezirk Tangstedt zugeordnet.
Durch die lange verwaltungstechnische Zugehörigkeit zu Tangstedt (Stormarn) hatte Harksheide kein Ortszentrum entwickelt, sondern bildete von Anfang an nur eine lose Ansammlung von Gebäuden. So betiteln Dokumente aus dem 19. Jahrhundert die Ortschaft auch häufiger als Ansiedlung denn als Dorf.
Neben der Landwirtschaft bildete die Torfgewinnung die Lebensgrundlage der Bevölkerung. Gegen Ende des 19. Jahrhunderts nahm die Bevölkerungszahl beständig ab, ein Trend, der erst mit Anschluss an den Hamburger Nahverkehr umgekehrt werden konnte.
Mit dem Bau der Langenhorner Bahn bis zum Ochsenzoll entwickelte sich Harksheide zur Hamburger Vorstadtsiedlung. Aufgrund des Bevölkerungszuwachses – der Ort hatte 1939 bereits 2800 Einwohner – wurde Harksheide 1938 amtsfreie Gemeinde.
Von 1934 bis 1939 betrieb die zionistische Jugendorganisation „Hechaluz“ (hebräisch: der Pionier) auf dem „Brüderhof“ nördlich von Harksheide eine landwirtschaftliche Ausbildungsstätte (siehe Hachschara), in der junge Juden auf die Auswanderung nach Palästina und die Arbeit im Kibbuz vorbereitet wurden. Für die Juden war dies eine Möglichkeit, den zunehmenden Repressalien im Deutschen Reich zu entfliehen. Für das nationalsozialistische Regime war es eine Maßnahme, mit der die Vertreibung der Juden vorangetrieben wurde.
Nach dem Zweiten Weltkrieg verdoppelte sich die Bevölkerung durch Zuzug ausgebombter Hamburger und Vertriebener. Auf dem Gelände des früheren SS-Übungs- und Schießplatzes wurden ab 1955 die Gartenstadt Falkenberg und das Gewerbegebiet Stonsdorf (Ansiedlung einer Kräuterlikörfabrik aus Stonsdorf in Schlesien, vgl. Stonsdorfer) errichtet. Zum 1. Januar 1970 ging Harksheide in der neu gegründeten Stadt Norderstedt auf und wechselte damit auch in den Kreis Segeberg. Harksheide hatte damals rund 20.000 Einwohner.
Mit dem Bau der „Gartenstadt Falkenberg“ erhielt Harksheide ein Zentrum, den Harksheider Markt in unmittelbarer Nähe zu der in den 1950er Jahren erbauten Harksheider Kirche. An diesem Markt wurde das Harksheider Rathaus errichtet, das bis zum Bau des Norderstedter Rathaus im neuen Zentrum in den 1980er Jahren auch das Rathaus von Norderstedt war. Um das Rathaus herum siedelten sich verschiedene Geschäfte an und es entstand ein Wochenmarkt, die den täglichen Bedarf des wachsenden Ortes befriedigten.

#### Glashütte

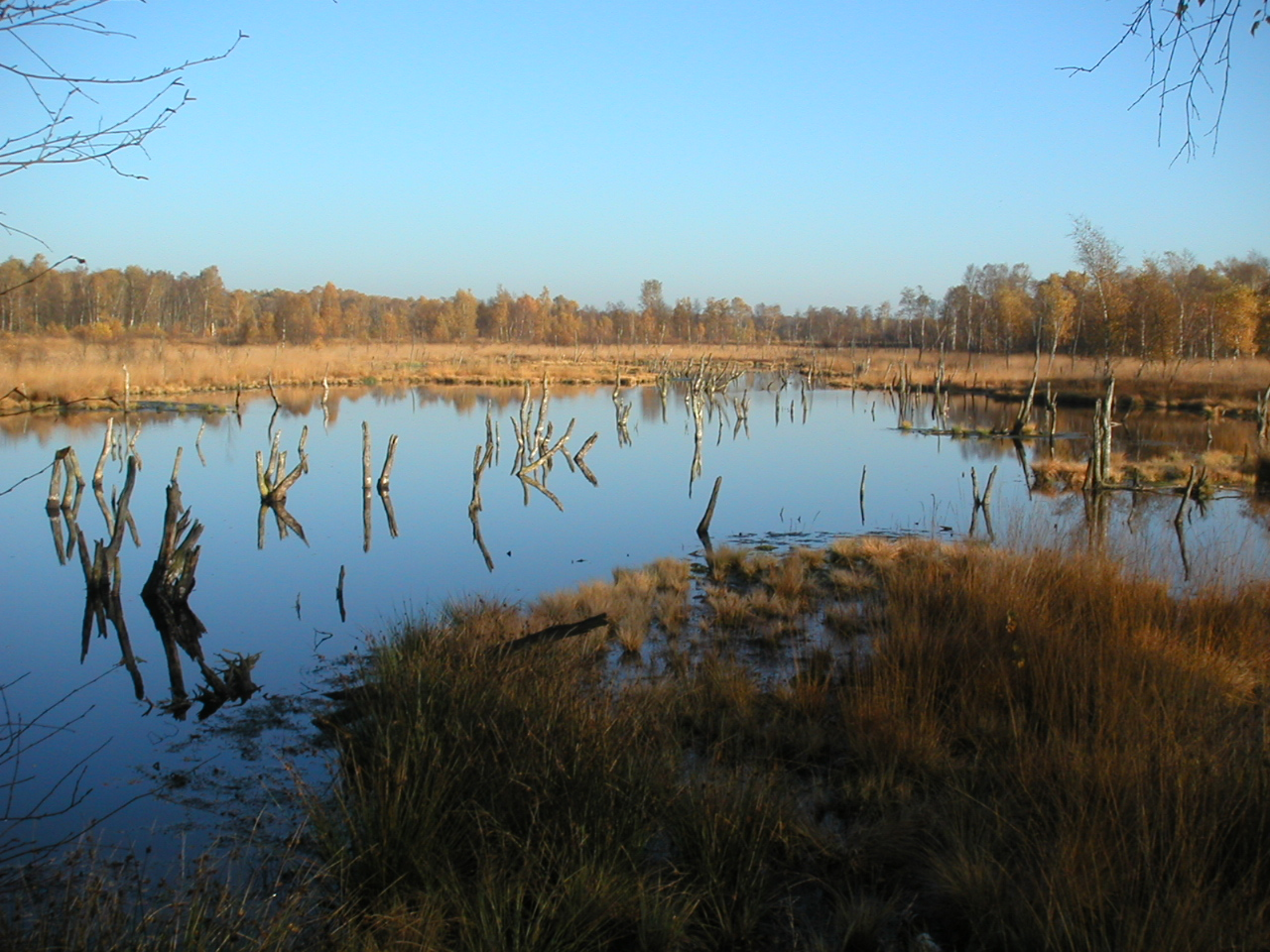
Wittmoor

Glashütte gehörte ursprünglich unter der Bezeichnung „Tangstedter Heide“ (Kreis Stormarn) zum Kanzleigut Tangstedt. Es bestand aus einzeln liegenden Bauernstellen des Gutes. Cyrill von Wich, der als Schwiegersohn von Magnus von Wedderkop in den Besitzes des Guts gelangt ist, ließ im Glasmoor um 1740 eine Glashütte anlegen, deren Betrieb aber bereits 1774 wieder eingestellt werden musste. 1876 wurde Tangstedterheide eine vom Kanzleigut eigenständige Landgemeinde, die im Rahmen der Einführung der preußischen Kommunalverfassung zum Amtsbezirk Tangstedt kam. Wirtschaftlich lebte das Dorf neben der Landwirtschaft vor allem von der Abtorfung der teilweise im Gemeindegebiet gelegenen Moore Glasmoor und Wittmoor, so wurde 1869 eine Presstorffabrik eröffnet. 1896 erfolgte die Umbenennung in Glashütte, um der Eigenständigkeit auch im Namen Rechnung zu tragen. 1917 kaufte Hamburg das Glasmoor, um dort eine Justizvollzugsanstalt einzurichten (JVA Glasmoor, 1922 eröffnet), deren Insassen beim Torfabbau eingesetzt wurden. Mit der Verlängerung der Hamburger Hochbahn von Ohlsdorf über Langenhorn bis zum Ochsenzoll begann 1921 der Bevölkerungszuwachs, der bis zum Kriegsbeginn 1939 zu einer Bevölkerung mit 1300 Einwohnern führte. Vom März bis Oktober 1933 bestand in Glashütte im Wittmoor eines der ersten, nach dem Machtantritt der NSDAP installierten Konzentrationslager, das KZ Wittmoor: 140 Gegner des nationalsozialistischen Regimes wurden dort festgehalten, drangsaliert und zur Arbeit im Torfabbau gezwungen. Nach dem Zweiten Weltkrieg gehörte Glashütte zunächst zum Amt Tangstedt im Kreis Stormarn, bevor es zum 1. Januar 1970 in der neu gegründeten Stadt Norderstedt aufging und damit auch in den Kreis Segeberg wechselte. Glashütte hatte damals 6800 Einwohner.
Seit 2014 führt ein Geschichtspfad mit 17 Tafeln durch den Stadtteil.

#### Friedrichsgabe

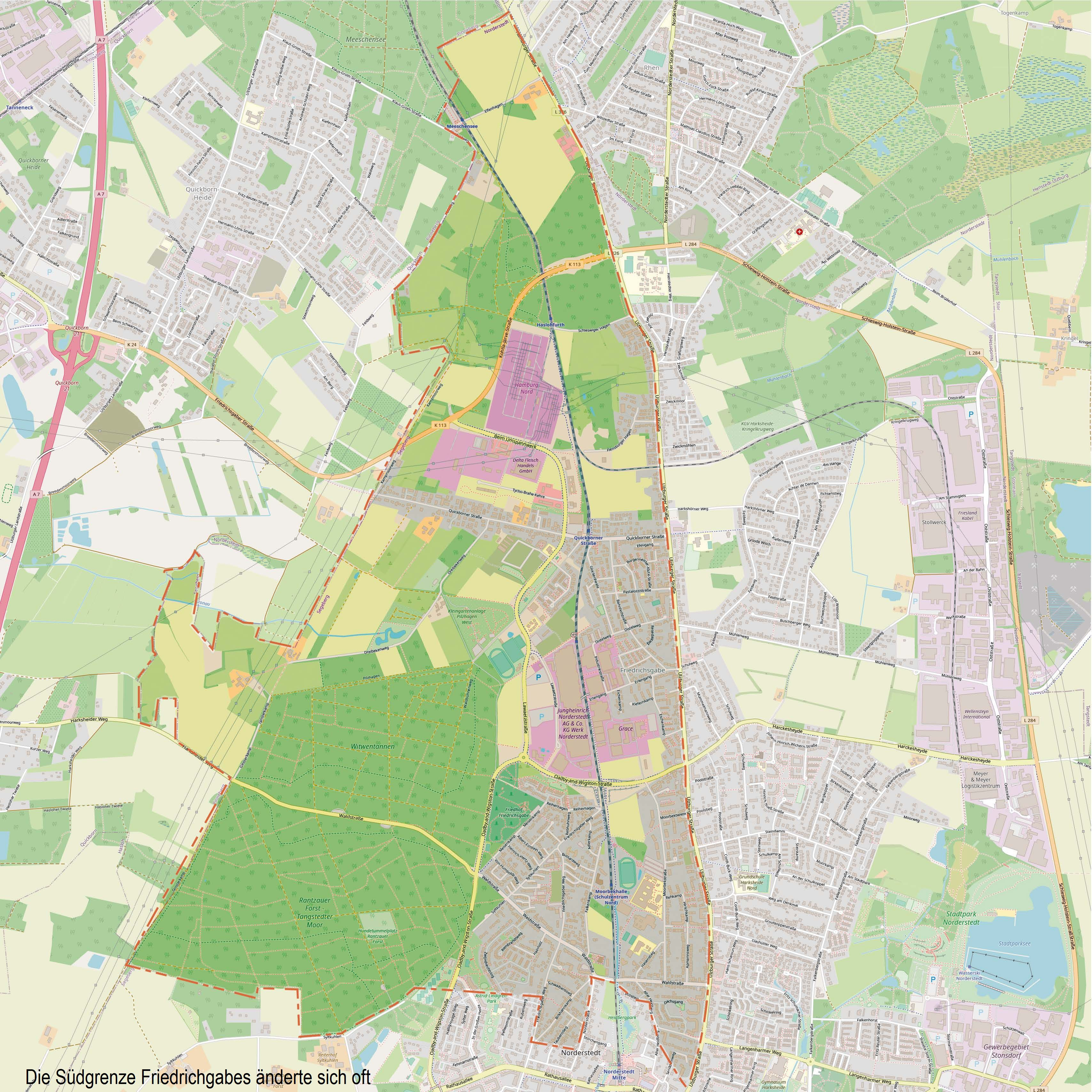
Friedrichsgabe 2021 mit den Grenzen von 1969, Karte von Openstreetmap

Friedrichsgabe ist die jüngste der vier Ortschaften, die zu Norderstedt zusammengefasst wurden.
Friedrichsgabe wurde 1821 von Johann Daniel Lawaetz, einem Manufakteur und Händler aus Altona als Armenkolonie gegründet. Lawaetz erhielt das Land auf der Pinneberger Harksheide vom Landesherrn Friedrich (Frederik) VI., dänischer König und Herzog von Holstein. Zur Erinnerung an die Freigebigkeit des Königs erhielt die neue Ortschaft, deren Gebiet rechtlich weiter zu Quickborn gehörte, den Namen Frederiksgabe. Ursprünglich war das Gebiet zur Aufforstung vorgesehen.
In dem ursprünglich von Moor und Heide geprägten Gebiet haben die Moorbek, ein linker Nebenfluss der Mühlenau, und die Gronau ihre Quellen. Vor der Gründung gab es auf dem heutigen Gebiet Friedrichgabes je einen Bauernhof in Dreibeken und Meeschensee, die schon im 18. Jahrhundert nachweisbar sind. Der dritte größere Bauernhof Krückmann am Friedrichsgaber Weg 530 wird auf 1838 datiert.

##### Armenkolonie Frederiksgabe

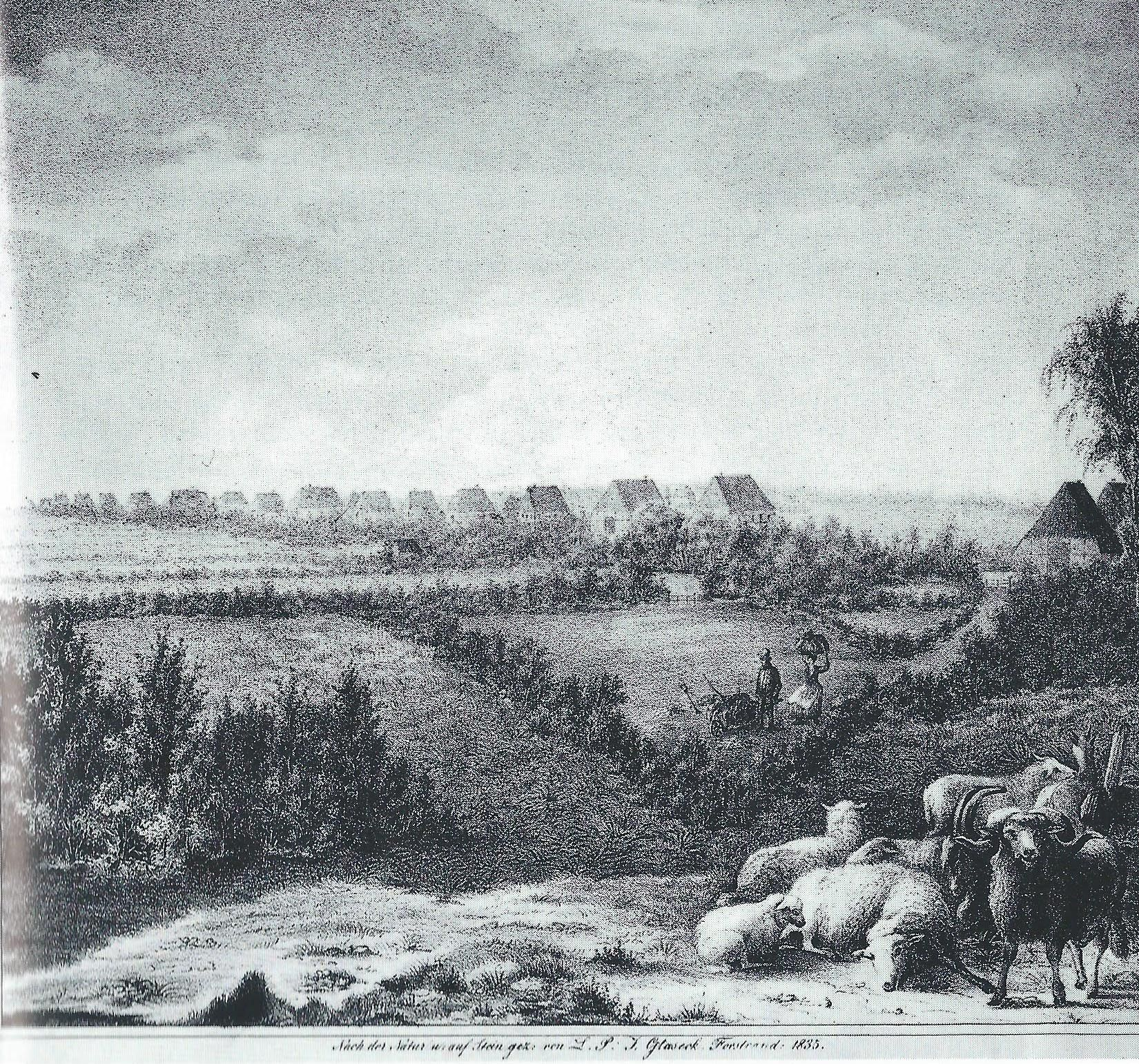
Friedrichsgabe 1835, Blick auf die heutige Quickborner Straße

Die Besiedlung begann mit zwanzig armen Familien aus Altona; sie sollten, so der Grundgedanke des Projekts, von der Landwirtschaft leben und somit nicht länger von Almosen und Unterstützung abhängig sein. Die alten Hofstellen entlang der heutigen Quickborner Straße sind noch nachweisbar. In der Mitte, in der Nähe der heutigen Einmündung Dreibekenweg, befanden sich das Arbeitshaus und die Schule, lange das Zentrum des Dorfes. Die Grundsteinlegung der Schule am 7. Juli 1823 wurde sehr groß gefeiert, König Frederik VI. kam zu Besuch, die Presse berichtete ausführlich. Die Schule hatte in Friedrichsgabe immer einen guten Ruf. Da der Heideboden aber wenig ertragreich war, blieben die Kolonisten von Anfang an auf zusätzliche Einnahmequellen angewiesen. Wie in den Nachbarorten bot sich die Torfgewinnung an. Mit einem hochrädrigen Karren (sogenannter Steertpogg-Karren) wurde der Torf nach Hamburg gebracht und dort verkauft, auf dem Rückweg wurde der Unrat der Stadt mitgenommen und auf den Friedrichsgaber Feldern als Dünger verteilt. Auch Wilderei und Schmuggelei nach Hamburg waren Einkommensquellen in dem verarmten Projekt. Eine erste Industrieansiedlung 1845, eine Puppenfabrik, konnte sich nicht lange halten.

##### Preußische Landgemeinde Friedrichsgabe
1873 wurde das Projekt zu einem Fehlschlag erklärt und offiziell beendet. Friedrichsgabe (seit 1867 mit dem verdeutschten Namen) wurde mit den benachbarten Ansiedlungen Meeschensee, Haslohfurth und Dreibeken zur preußischen Gemeinde Friedrichsgabe zusammengelegt. Jetzt konnten die Kolonisten ihre Bauernhöfe kaufen und vererben. Bislang hatten sie in der Kolonie kein Heimatrecht, weil Quickborn die Überlastung seiner Armenkasse fürchtete.
In der Kaiserzeit erlebte Friedrichsgabe einen Aufschwung, unterstützt von der positiven Entwicklung der Landwirtschaft (Dünger, Dampfpflug) allgemein. Die alten Kolonistenhäuser wurden noch vor dem Ersten Weltkrieg durch neue Bauernhäuser ersetzt. Sie sind noch heute (2021) in der Quickborner Straße zu erkennen, dabei einige kleine Bauernvillen.
Um 1900 lebten in Friedrichsgabe etwa 400 Menschen. Es gab vier Kaufleute, zwei Wirtshäuser, Bäcker, Zimmerer, Schuhmacher und andere Handwerker.
Mit dem Aufbau der Krankenanstalt Ochsenzoll in diesen Jahren ließen sich die ersten Pendler in Friedrichsgabe nieder. 1917 wurde auch Friedrichsgabe durch die Explosion zweier Munitionsfabriken im angrenzenden Quickborn-Heide erschüttert.

##### Weimarer Republik
1919 hatte Friedrichsgabe 584 Einwohner. 1921 wurde das 100. Jubiläum des Ortes mit einem Umzug gefeiert, 1924 das neue Schulgebäude eingeweiht. In ihm wurde 1930 von den Sozialdemokraten eine Volksbibliothek eingerichtet – erste Ansätze dazu hatte es schon 1907 gegeben. Auch ein Fußballverein Eintracht Friedrichsgabe existierte schon. Die Verwaltung des Dorfes lag ab 1929 in den Händen des Gemeindevorstehers Helmut Klute (1877–1948) von der SPD. Im zuvor bäuerlichen Friedrichsgabe waren die Bauern durch den Zuzug zur Minderheit geworden. Zum Ende der Weimarer Republik gab es Wahlkampfveranstaltungen von NSDAP und KPD, wobei Gewalt befürchtet werden musste. Zu den Wahlergebnissen in der Weimarer Republik in Friedrichsgabe vergleiche die Seiten des Projekts Spurensuche Kreis Pinneberg:

##### Nationalsozialismus
1933 gewann die NSDAP, die mit anderen Parteien als „Bürgerliche Einheitsliste“ antrat, die Kommunalwahl gegen die Liste „Schaffendes Volk“ von SPD und KPD. Am 20. April 1933 ging ein Fackelmarsch der Nationalsozialisten, unterstützt von der SS aus Bönningstedt, durch Friedrichsgabe, es wurden zahlreiche Fenster bei SPD-Anhängern eingeworfen. Die Bücher der von der SPD geführten Bücherei in der Schule wurden verbrannt. Ein Sozialdemokrat nahm sich 1941, als die Gestapo vor seinem Haus stand, um ihn zu verhaften, das Leben. Angelegt wurde unter dem Ortsgruppenleiter Lührs ein Thingplatz, Spuren davon sind noch heute zu sehen. Während des Krieges gab es ein kleines Kriegsgefangenenlager an der heutigen Straße Reiherhagen. Gegen Kriegsende zogen zweimal Kolonnen von KZ-Häftlingen die Ulzburger Straße entlang auch durch Friedrichsgabe. Schon vor dem Krieg wurde von Friedrichsgabe als Vorort Hamburgs gesprochen.

##### Nachkriegszeit

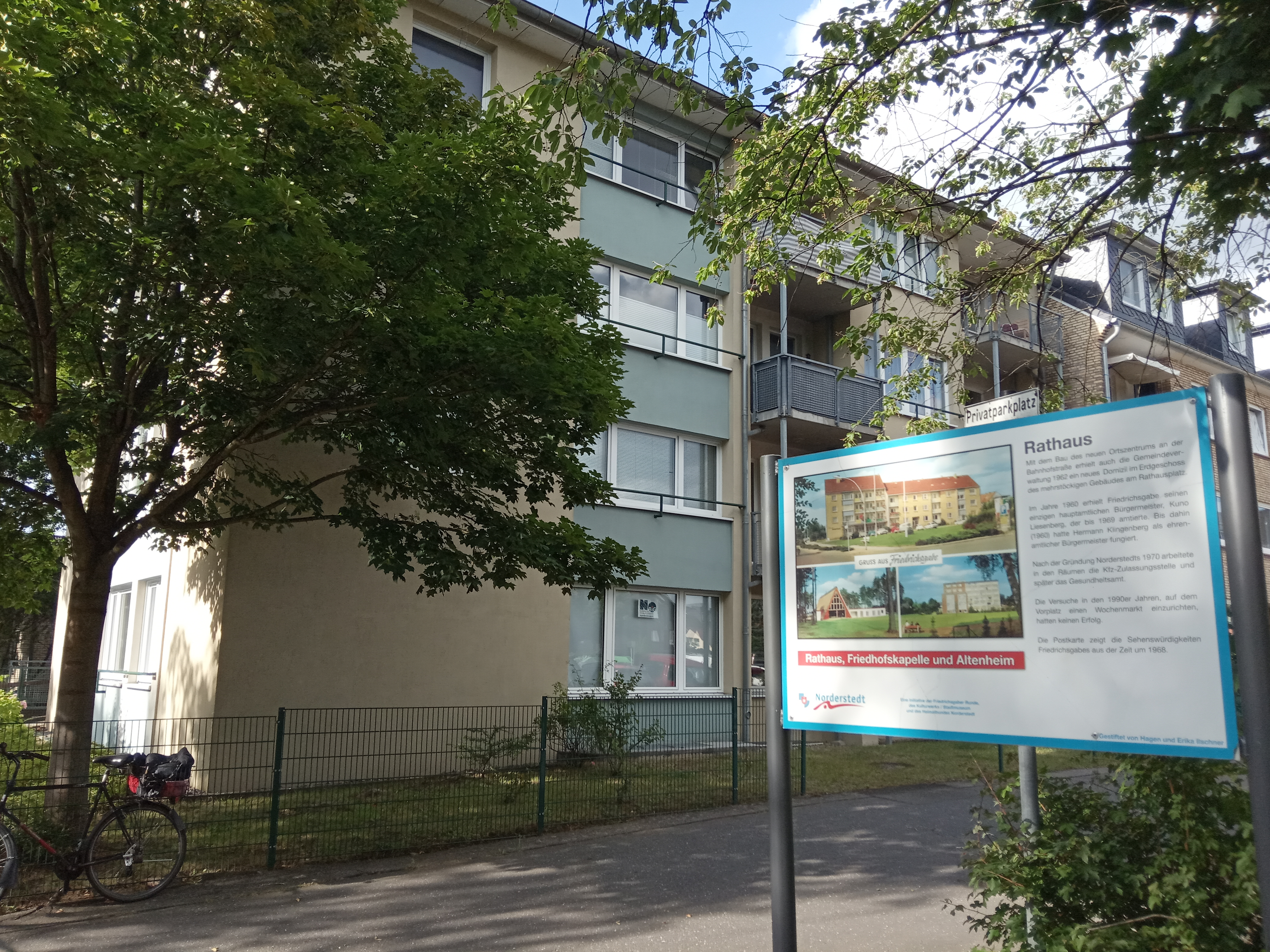
Altes Rathaus Friedrichsgabe 2021 mit Tafel des Geschichtspfads

Schon bis 1946 verdoppelte sich die Einwohnerzahl durch Flüchtlinge auf 2310, dabei waren auch viele Bombenflüchtlinge aus Hamburg, die hier schon Schrebergärten hatten. Der alte SPD-Gemeindevorsteher Klute wurde wieder eingesetzt und konnte noch 1948 das große Friedrichsgaber und Garstedter Projekt, die Alsternordbahn, politisch durchsetzen.
Nach seinem Tod im gleichen Jahr wurde Hermann Klingenberg sein Nachfolger und prägende Gestalt der Gemeinde. Er war langjähriges Mitglied der SPD und Unternehmer. Für seine Fußmattenfabrik arbeiteten – auch in Heimarbeit – viele Flüchtlinge. Unter seiner Leitung entstand in den 1950er Jahren das neue Zentrum in Friedrichsgabe mit der alten Schule, Bücherei, evang. Gemeindehaus, Jugendzentrum und Rathaus. 1966 wurde die Johanneskirche erbaut. Wichtig waren die erfolgreichen Industrieansiedlungen, sehr wichtig sind heute noch Jungheinrich, seit 1966 in Friedrichsgabe, und die Firma Hummel-Küchen. Überregional bekannt ist auch die Autoverschrottung Kiesow, seit 1968 in Friedrichsgabe. Die Schule wurde ständig um Neubauten erweitert. Ein Einkaufszentrum entstand am Erlengang. Durch den Sport wurde Friedrichsgabe bekannter. Ab 1955 baute der Vorsitzende des Sportvereins Friedrichsgabe Heiner Fischer den Ort zur Geher-Hochburg in Deutschland aus; Fischer war zugleich Bundestrainer der Geher. „Dorf der Geher“ wurde Friedrichsgabe genannt. Das Gelände für den Verein und andere soziale Einrichtungen hatte die wichtige Frau der Gemeinde Sophie Bartels gestiftet. Die Blüte Friedrichgabes ging noch bis Ende der 1960er Jahre, neue Wohnviertel im Süden am Friedrichsgaber Weg wurden gebaut.

Die Vision des Bürgermeisters für Friedrichsgabe (1969)

Gegen die damals wieder stark werdende Idee einer Fusion der benachbarten Gemeinden an der nördlichen Entwicklungsachse Hamburgs zu einem Norderstedt wehrte sich die Gemeindevertretung mit einer ausführlichen Stellungnahme, nur Nachteile seien zu erwarten. Der letzte Bürgermeister Friedrichgabes Kuno Liesenberg entwickelte bis 1969 trotz der Fusionsüberlegungen Ideen für die Zukunft seiner Gemeinde. Ein neues Zentrum mit 20-geschossigen Hochhäusern und einer U-Bahn-Station wurde an der Quickborner Straße geplant. Die Friedrichsgaber Gemeinde prozessierte wie die anderen Vorläufergemeinden bis zum Verfassungsgericht gegen die Fusion, wobei es auch um die Kreiszugehörigkeit ging.

##### Norderstedter Stadtteil
Unter Norderstedter Verwaltung verlangsamte sich die Entwicklung Friedrichgabes und das Bevölkerungswachstum (1969: 6729 Einwohner) zunächst deutlich, neue Straßen wurden nicht mehr gebaut, Firmen schlossen. Nur das Schulzentrum-Nord entstand 1975, allerdings im Süden Friedrichgabes, an der Grenze zu Garstedt.
Seit 2003 entwickelte die Norderstedter Verwaltung Friedrichsgabe, jetzt als Stadtteil Norderstedts, wieder weiter. Es entstanden Umgehungsstraßen, auch durch das alte Zentrum. Das alte Dorf wird unter dem Namen Frederikspark erfolgreich vermarktet, neue Wohnstraßen entstanden und Gewerbe wurde angesiedelt. Bekannt wurde Friedrichsgabe durch die Ansiedlung der Hells Angels am Ort einer alten Dorfkneipe. Im Frederikspark befand sich auch bis August 2024 eine illegale Mülldeponie, über die seit 2020 öffentlich gestritten worden war.
Das soziale Leben wird aufrechterhalten u. a. durch den Friedrichsgaber Sportverein, die Feuerwehr und die ev. Kirchengemeinde. Letztere führt ihren Gemeindebrief seit 2003 als Stadtteilzeitung. Noch bis 2003 gab es einen eigenständigen Ortsverein der SPD. Seit 2008 führt ein Geschichtspfad mit elf Tafeln durch den Stadtteil, initiiert durch die Friedrichsgaber Runde, das Treffen der Friedrichsgaber Vereine und Institutionen. 2021 wurden 200 Jahre Friedrichsgabe mit einem Stadtteilfest, Festvortrag, Ausstellung und Festgottesdienst gefeiert; eine Eiche wurde im alten Zentrum an der Stelle der alten Friedenseiche neu gepflanzt, ein Gedenkstein dazu gesetzt, neben einem weiteren Stein, einem Zufallsfund mit königlichen Monogramm datiert 1847. Im Jubiläumsjahr beschloss die Stadtvertretung in Norderstedt, die U-Bahn-Linie U1 von Norderstedt Mitte bis zur heutigen AKN-Station Quickborner Straße (ehemals Friedrichsgabe Dorf) zu verlängern.

#### Norderstedt-Mitte
Im geografischen Mittelpunkt der vier 1970 zusammengeschlossenen Gemeinden Garstedt, Friedrichsgabe, Harksheide und Glashütte entstand mit Norderstedt-Mitte in den 1980er und 1990er Jahren ein neues Stadtzentrum, das neben Wohnquartieren auch wichtige Verwaltungs-, Behörden- und Kommunalbauten wie das Norderstedter Rathaus von 1984 beinhaltet. Das kleine Einkaufszentrum „Moorbek-Passage“ aus demselben Jahr bietet die wichtigsten Einkaufsmöglichkeiten für die Anwohner, des Weiteren gibt es ein Kino und mit der U 1 seit 1996 eine U-Bahn-Anbindung an Hamburg (über den Stadtteil Garstedt) sowie mit der Alsternordbahn, heute Linie A 2 der AKN, eine Verbindung nach Norden (über den Stadtteil Friedrichsgabe) Richtung Henstedt-Ulzburg bis Neumünster.
Verantwortlich für die Planung und Durchführung des Projektes im „Entwicklungsteilbereich B“ war seit ihrer Gründung im Frühjahr 1974 die Entwicklungsgesellschaft Norderstedt mbH (EGNO). Das Viertel sollte keine Konkurrenz zu den alten Zentren der Vorgängergemeinden – besonders zum auch heute wichtigeren Herold-Center in Garstedt – sein und wurde auch in Abkehr von den Hochhaussiedlungen der späten 1960er Jahre bewusst unauffällig unter dem Motto: „Kein Haus höher als die Bäume“ angelegt.
Norderstedt-Mitte wird in der Bevölkerung mittlerweile als eigenständiger Stadtteil angesehen, gehörte zum Zeitpunkt der Zusammenlegung der vier Gemeinden jedoch zum größten Teil zu Garstedt, ein kleiner Teil zu Friedrichsgabe. Seit 2015 gibt es Bemühungen, das schlechte Image des Stadtteils (Geschäftsaufgaben, Kriminalität) durch einen Zusammenschluss von Gewerbetreibenden, Immobilienbesitzern und der Stadtverwaltung zu verbessern.

Einwohnerentwicklung von Norderstedt von 1998 bis 2016

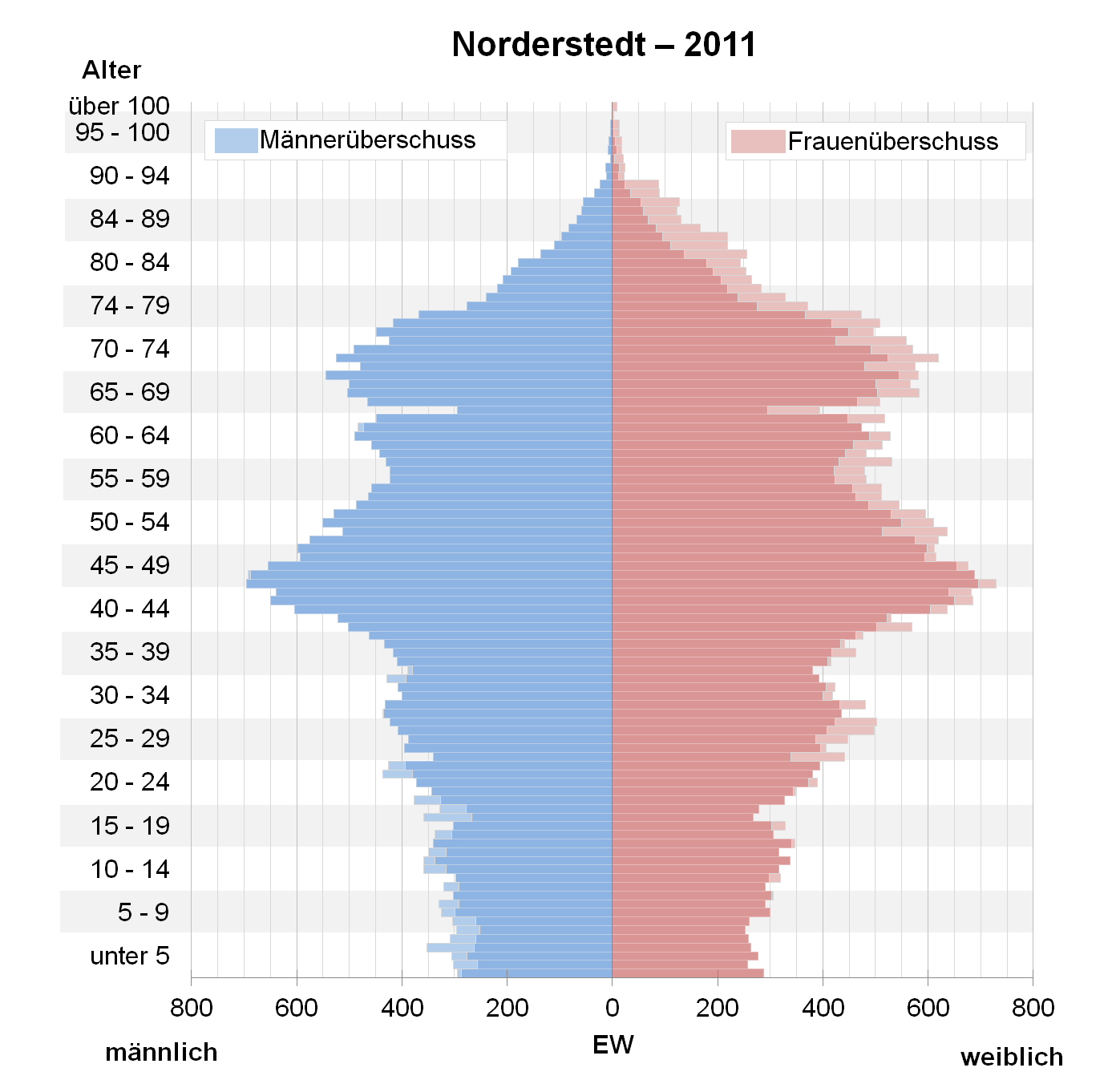
Bevölkerungspyramide für Norderstedt (Datenquelle: Zensus 2011)

### Einwohnerentwicklung Norderstedts
(jeweils zum 31. Dezember)
| Jahr | Einwohner |
| ---- | --------- |
| 1970 | 55.770    |
| 1975 | 61.847    |
| 1980 | 65.819    |
| 1985 | 67.616    |
| 1990 | 68.650    |
| 1995 | 70.488    |
| 1998 | 71.621    |
| 1999 | 71.056    |
| 2000 | 71.523    |

| Jahr | Einwohner |
| ---- | --------- |
| 2001 | 72.016    |
| 2002 | 71.990    |
| 2003 | 71.695    |
| 2004 | 71.377    |
| 2005 | 71.330    |
| 2006 | 71.603    |
| 2007 | 71.903    |
| 2008 | 71.929    |
| 2010 | 71.992    |

| Jahr | Einwohner |
| ---- | --------- |
| 2011 | 72.436    |
| 2012 | 74.574    |
| 2013 | 75.394    |
| 2015 | 76.712    |
| 2016 | 79.406    |
| 2018 | 79.159    |
| 2019 | 79.357    |
| 2020 | 79.155    |
| 2021 | 81.912    |
| 2022 | 81.880    |

Quelle 1970–1995:

## Politik und Justiz

### Stadtvertretung
Die Stadtvertretung ist die kommunale Volksvertretung der Stadt Norderstedt. Über die Zusammensetzung entscheiden die Bürger alle fünf Jahre. Die letzte Kommunalwahl fand am 14. Mai 2023 statt. Die Wahlbeteiligung ist auf 42,3 % angestiegen, nachdem sie bei der Kommunalwahl am 6. Mai 2018 mit 32,7 % extrem niedrig war. Neun Parteien und Wählergruppen sind nun in der Norderstedter Stadtvertretung vertreten. Die Anzahl der Mandate stieg von 44 auf 57.:
Stadtpräsidentin ist seit 2023 Petra Müller-Schönemann (CDU).
- CDU: 17
- Grüne: 10
- SPD: 11
- FDP: 4
- AfD: 5
- Linke: 2
- Basis: 1
- FW: 2
- WiN: 5

### Bürgermeisterin
Aktuelle Norderstedter Oberbürgermeisterin ist seit Januar 2024 Katrin Schmieder. Sie trat als unabhängige Kandidatin an und erhielt in der Stichwahl am 5. November 2023 56,3 % der Stimmen. Damit setzte sie sich gegen Robert Hille (CDU) durch, der 43,7 % der Stimmen erhielt. Die bisherige Amtsinhaberin Elke Christina Roeder (SPD) scheiterte bereits im ersten Wahlgang.

### Verwaltung

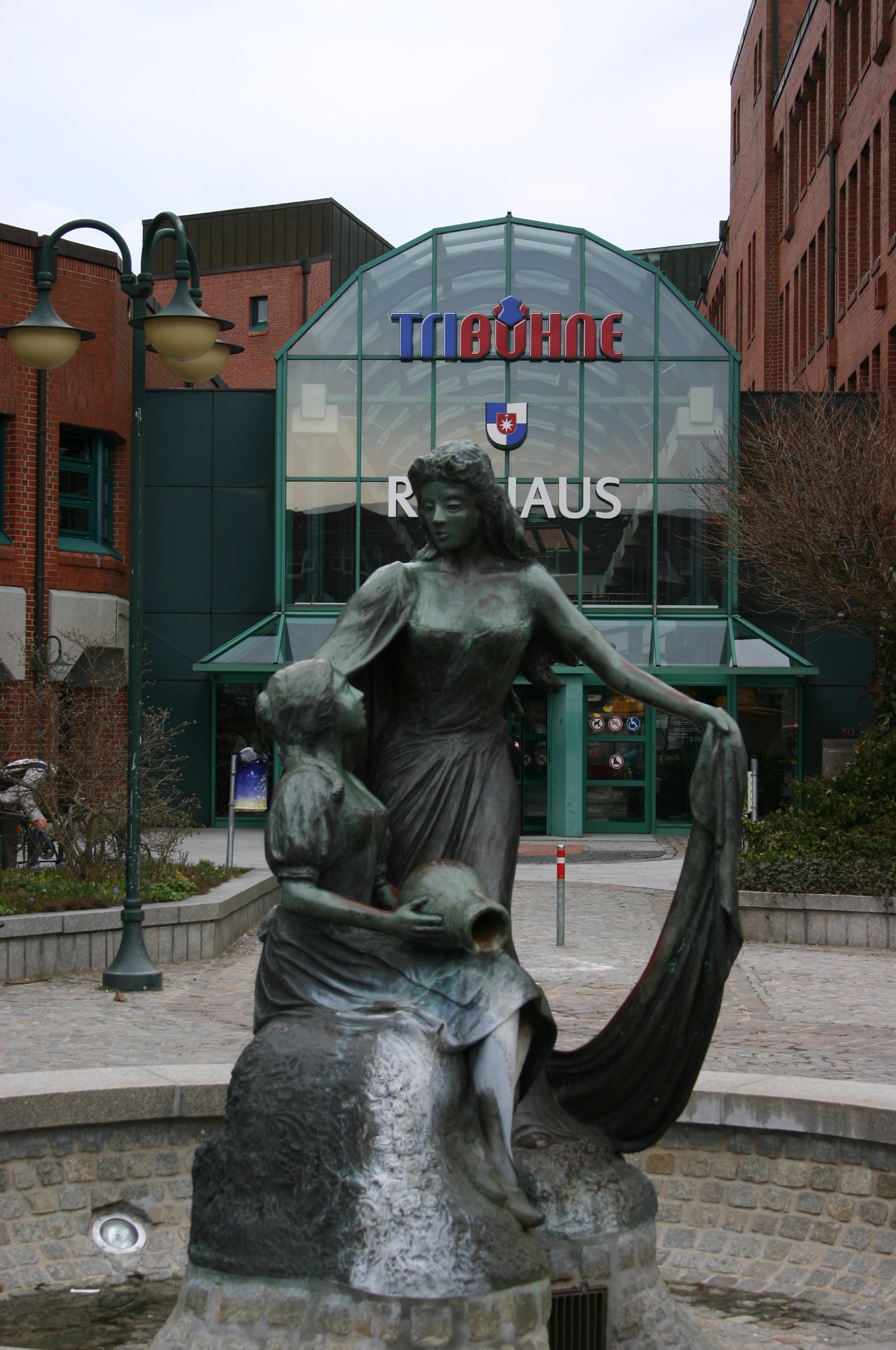
Norderstedter Rathaus mit der Regentrude (2006)

Norderstedts Verwaltung wurde von 2018 bis 2024 von Oberbürgermeisterin Elke Christina Roeder (SPD) geführt. Bei der Oberbürgermeisterwahl am 8. Oktober 2023 wurde Roeder von Robert Hille (CDU) und Katrin Schmieder herausgefordert, in der Stichwahl am 5. November 2023 setzte sich Schmieder mit 56,3 % gegen Hille durch. Schmieder ist gebürtige Norderstedterin und Mitglied von Bündnis 90/Die Grünen, trat aber als unabhängige Kandidatin an. Zuvor war sie zweite Stadträtin. Sie übernahm das Amt am 10. Januar 2024.
Erster Stadtrat in der Norderstedter Stadtverwaltung ist Christoph Magazowski. Pressesprecher der Stadt ist Bernd-Olaf Struppek.
Zwischen 2007 und 2019 führte die Stadt im Rahmen einer Verwaltungsgemeinschaft die Verwaltungsgeschäfte für die amtsfreie Gemeinde Ellerau.

### Wappen
Das Wappen von Norderstedt wurde am 17. Juli 1974 genehmigt.
| Wappen von Norderstedt | Blasonierung: „Geviert von Blau und Silber mit rotem Mittelschild, darin ein achtstrahliger silberner Stern, dessen oberster Strahl mit einer silbernen Lilie besteckt ist.“ |
| Wappen von Norderstedt | |

Die Quadrierung des Wappenschildes von Norderstedt bezieht sich auf die Entstehung der Stadt durch den Zusammenschluss von vier ehemals selbständigen Gemeinden. Der Stern repräsentiert die neue Stadt und ihre hoffnungsvolle Zukunft. Die „Nordweisung“ dieser als Kompass zu deutenden Figur durch die Lilie gründet im Namen der Gemeinde und macht das Wappen insofern zu einem „redenden“ Wahrzeichen. Jeder Ortsteil wird durch ein Viertel des Schildes vertreten. Von diesen hatten Garstedt und Harksheide vor dem Zusammenschluss ein eigenes Wappen. Der Stadtname zeigt die Orientierung der Einwohner nach Hamburg an: Der Ort liegt im Süden Schleswig-Holsteins, aber nördlich von Hamburg. Die politische Zugehörigkeit zu Schleswig-Holstein wird durch die Wappenfarben, die den Landesfarben entsprechen, betont.
Die Verwendung des Wappens ist Norderstedter Bürgern nur durch einen Beschluss des Hauptausschusses im Einzelfall gestattet. Dies ist in der Satzung der Stadt Norderstedt festgelegt. Die Verwaltung ahndet den Gebrauch des Wappens beispielsweise bei Bürgerinitiativen restriktiv. Hingegen kann das 1998 von Norderstedt Marketing e.V. in Auftrag gegebene und 2004 leicht modifizierte Stadtlogo weitgehend ohne Einschränkungen von Norderstedter Unternehmen und Privatpersonen genutzt werden.
Das Wappen wurde von dem Brunsbütteler Heraldiker Willy „Horsa“ Lippert gestaltet.
Erst seit Dezember 2010 hängt das Stadtwappen im Plenarsaal des Rathauses.
Auf Initiative und Beteiligung von Dirk Bruster, ehemaliger Stadtvertreter und stellvertretender Stadtrat im Magistrat der Stadt, ist es ein Geschenk von Norderstedter Bürgern zum 40-jährigen Stadtjubiläum.
Dieses wurde von der Künstlerin und Norderstedter Kulturpreisträgerin Ane Königsbaum gestaltet.

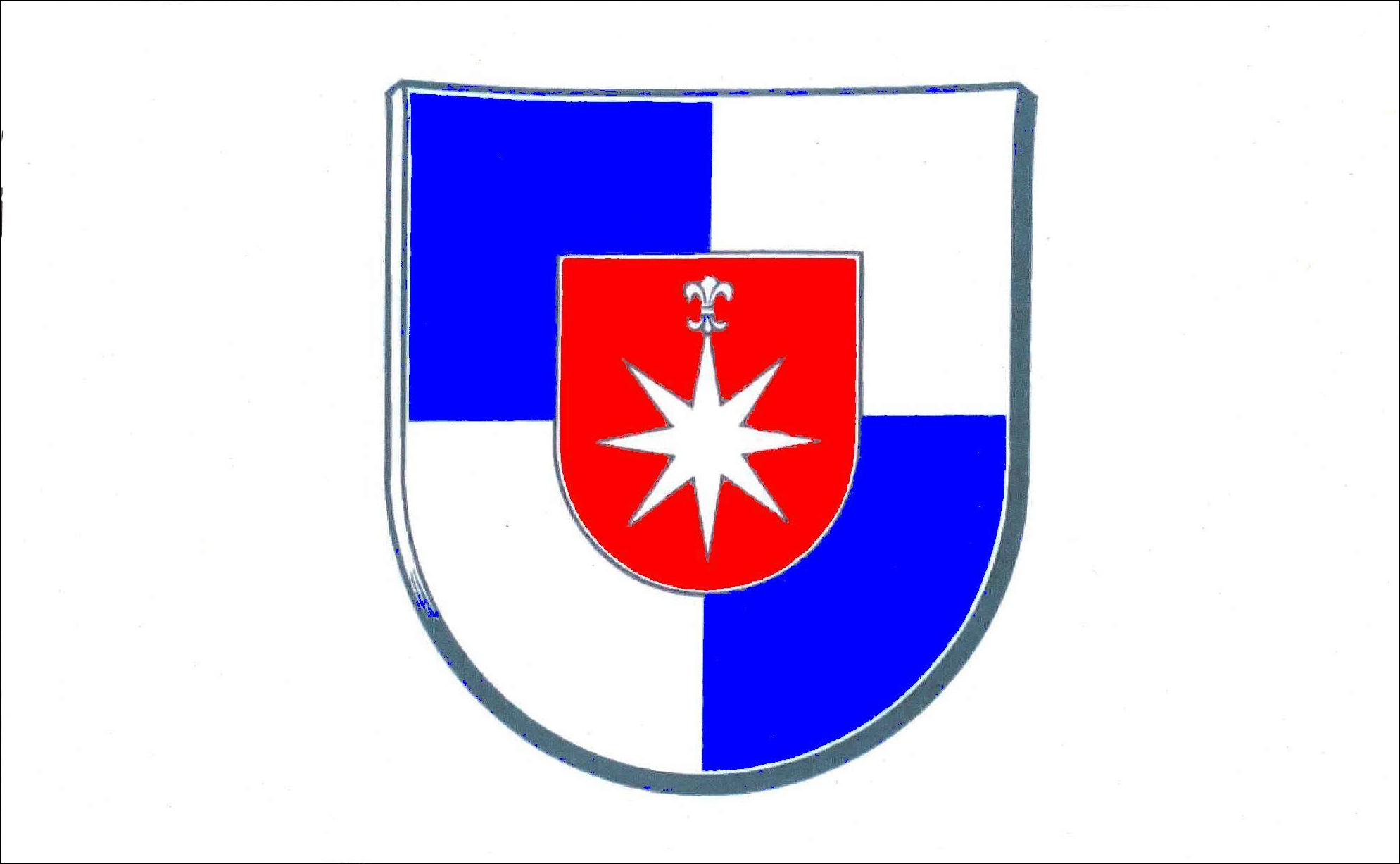
Flagge: Wappen auf weißem Grund

### Flagge
Die Flagge wurde am 29. August 1974 genehmigt.
Inmitten eines weißen Tuches das Stadtwappen, etwas zur Stange hin verschoben.

### Justiz

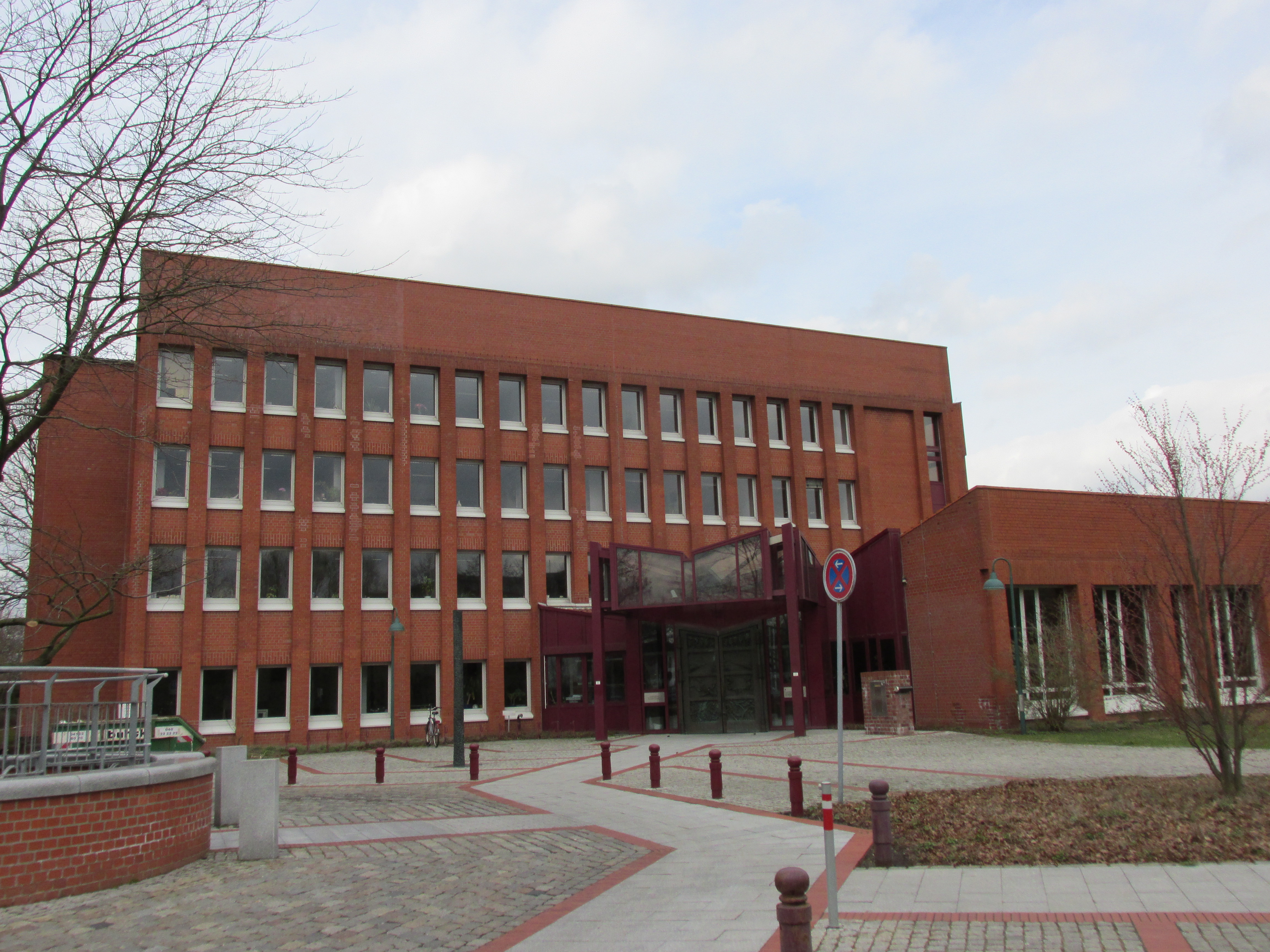
Amtsgericht Norderstedt

Norderstedt ist Sitz eines Amtsgerichts.

### Städtepartnerschaften
- Maromme, Département Seine-Maritime, Frankreich, seit 1966
- Oadby and Wigston, Grafschaft Leicestershire, Vereinigtes Königreich, seit 1977
- Zwijndrecht, Provinz Südholland, Niederlande, seit 1981
- Kohtla-Järve und Jõhvi, Kreis Ida-Viru, Estland, seit 1989

## Kultur und Sehenswürdigkeiten

### Museen
Das Feuerwehrmuseum Schleswig-Holstein wurde 1990 in Norderstedt-Mitte (Lage) eröffnet und bietet auf 2100 m² Ausstellungsfläche Informationen über die Geschichte des vorbeugenden und abwehrenden Brandschutzes vom späten Mittelalter bis zur Neuzeit. In drei Hallen stehen die älteste Dampfspritze Deutschlands sowie Motorspritzen, Löschfahrzeuge, Anhängeleitern und Drehleitern (Baujahre 1926 bis 1967). Weiter sind eine große Uniformsammlung, wertvolle alte Handschriften, Fotos, Orden und Ehrenzeichen zu besichtigen.
Direkt an das Feuerwehrmuseum schließt sich das Stadtmuseum Norderstedt an. Dieses bietet neben einer Dauerausstellung zur Historie Norderstedts und seiner Ursprungsgemeinden auch Wechselausstellungen und kulturelle Veranstaltungen an. Das ebenfalls dort befindliche Stadtarchiv verfügt über ein Zeitungs- und Fotoarchiv aus den letzten hundert Jahren.
An den wichtigsten historischen Stätten des früheren Dorfes Glashütte wurden 17 Informationstafeln aufgestellt, die zusammen den Geschichtspfad Glashütte bilden. Vorbild war der Geschichtspfad Friedrichsgabe, der seit 2008 besteht.

### Theater
Norderstedt hat kein eigenes Theater. Eine Reihe von Amateurtheatergruppen wie das Neue Theater, das Norderstedter Amateurtheater, das Tanks Theater, Theater Life – jung & creativ sowie Theater Pur – Junges Theater spielen auf den unterschiedlichen Bühnen der Stadt, wie dem Festsaal am Falkenberg, der TriBühne und dem Kulturwerk am See. Unterstützt werden die Gruppen vom Kulturbüro der Stadt sowie von der Kulturstiftung Norderstedt. Dazu treten Wandertheatergruppen in der TriBühne auf.

### Musik
Norderstedt beheimatet den „Musikverein Norderstedt e.V.“, zu dem unter anderem das überregional bekannte „Symphonische Blasorchester Norderstedt“ (SBN) gehört. Dieses hat mehrfach am Deutschen Orchesterwettbewerb teilgenommen und Platzierungen im vorderen Feld erzielt. Eine andere, sehr erfolgreiche Sparte des MVN ist die „Fishhead Horns Big Band“. Sie war Sieger der Landesorchesterwettbewerbe Schleswig-Holsteins 1999 und 2003 und verweist auf eine große Referenzliste. Das Highlight ist die jährlich veranstaltete Swing Gala, bei der unter anderem Wolfgang Schlüter, Günter Fuhlisch, Lennart Axelsson und Herb Geller auftraten.
Seit dem Jahr 1997 gibt es in Norderstedt den Musikclub „Music Star“, der nur eine Kapazität von maximal 100 Zuhörern hat. Trotzdem sind dort schon unter anderem Bruce Springsteen und Fairport Convention aufgetreten. Seit 2006 fördert der Verein „Music-Werkstatt e.V.“ diesen Veranstaltungsort, der bisher ohne jegliche staatliche Förderung auskommen konnte.
Ebenfalls organisiert durch den Verein „Music-Werkstatt e.V.“ in Zusammenarbeit mit verschiedenen Kulturträgern der Stadt finden inzwischen zwei größere Open-Air-Veranstaltungen mit internationalen Künstlern in Norderstedt statt: Im Frühsommer das „Festival am Kulturwerk“ bisher dreimal 2008, 2009 und 2010 auf dem Gelände des Stadtparks Harksheide sowie im Spätsommer „Rock am Markt“ bisher viermal 2003, 2005, 2008 und 2010.
Musikunterricht für Erwachsene, Jugendliche und Kinder wird in Norderstedt von der städtischen Musikschule und diversen gewerblichen Musikschulen angeboten.

### Kino
Auf dem Gebiet des heutigen Norderstedt hat es seit den 1930er Jahren sieben verschiedene Lichtspielhäuser gegeben. Das folgende nach allekinos.com – Filmgeschichte in Deutschland, Österreich und der Schweiz und Filmmuseum Hamburg:
| Name                   | Betrieb                      | Adresse                   | Anmerkungen |
| ---------------------- | ---------------------------- | ------------------------- | --- |
| Harli                  | 1937–1971                    | Ulzburger Str. 332        | Der volle Name lautete eigentlich Harksheimer Lichtspiele, zur Eröffnung des aus dem umgebauten Gasthof Zum tiefen Brunnen entstandenen Kinos wollte die Besitzerfamilie Peggers allerdings Leuchtbuchstaben sparen, so dass der Name zu Harli verkürzt wurde. Nach der Schließung 1971 ein Discounter, bis das Gebäude 1977 schließlich abbrannte.                                                  |
| Parkhof-Lichtspiele    | 1938–1963                    | Langenhorner Chaussee 691 | Plüschiges Kino mit 375 Plätzen im ehemaligen Saal eines benachbarten Hotels. 1972 abgerissen, heute ist dort ein Parkplatz. |
| Angelika-Lichtspiele   | 1950er Jahre                 | Ulzburger Str. 609        | Im Saal der Friedrichsgaber Gastwirtschaft Wenzel. |
| Garstedter Lichtspiele | 1955–1961                    | Ochsenzoller Str. 134     | |
| Palette                | 1957–2001                    | Ohechaussee 11            | Wurde ursprünglich unter dem Namen Cinemascope Filmtheater eröffnet. War mit 592 Plätzen in den 1950er Jahren das bis heute größte und seinerzeit meistbesuchte Kino im Gebiet Norderstedt. Ab 1985 war die UFA Mitbetreiber der Palette. 2001 musste das Kino aufgrund erheblicher baulicher Mängel (u. a. Betonschäden und mangelnder Wärmedämmung) geschlossen und das Gebäude abgerissen werden. |
| Camera                 | um 1958 / frühe 1960er Jahre | Tangstedter Landstr.      | Das letzte eröffnete Kino der Eröffnungsphase 1937–1958. Danach sollte es rund 40 Jahre dauern, bis ein neues Kino in Norderstedt eröffnet wurde. |
| Spectrum               | seit 1997                    | Rathausallee 72           | Mit drei unterschiedlich großen Sälen. Die Vorstellungen beginnen jeweils um 15:00 Uhr, 17:30 Uhr und 20:00 Uhr sowie sonnabends auch um 22:30 Uhr. |

### Jugendzentren
Die Stadt Norderstedt bietet, z. T. in Zusammenarbeit mit der Kirchengemeinde Harksheide, Jugendarbeit in den Stadtteilen an, darunter vier Jugendhäuser, zwei Bauspielplätze, einen Kreativspielplatz, eine Teestube und eine mobile Spielplatzbetreuung.
Ab 1995 existierte in einem Haus an der Ulzburger Straße das Soziale Zentrum Norderstedt. Nach dem Abriss des Gebäudes Ende 2005 wurde ein neues Gebäude für das Soziale Zentrum gesucht, das 2010 in der Straße In de Tarpen gefunden wurde.

### Parks

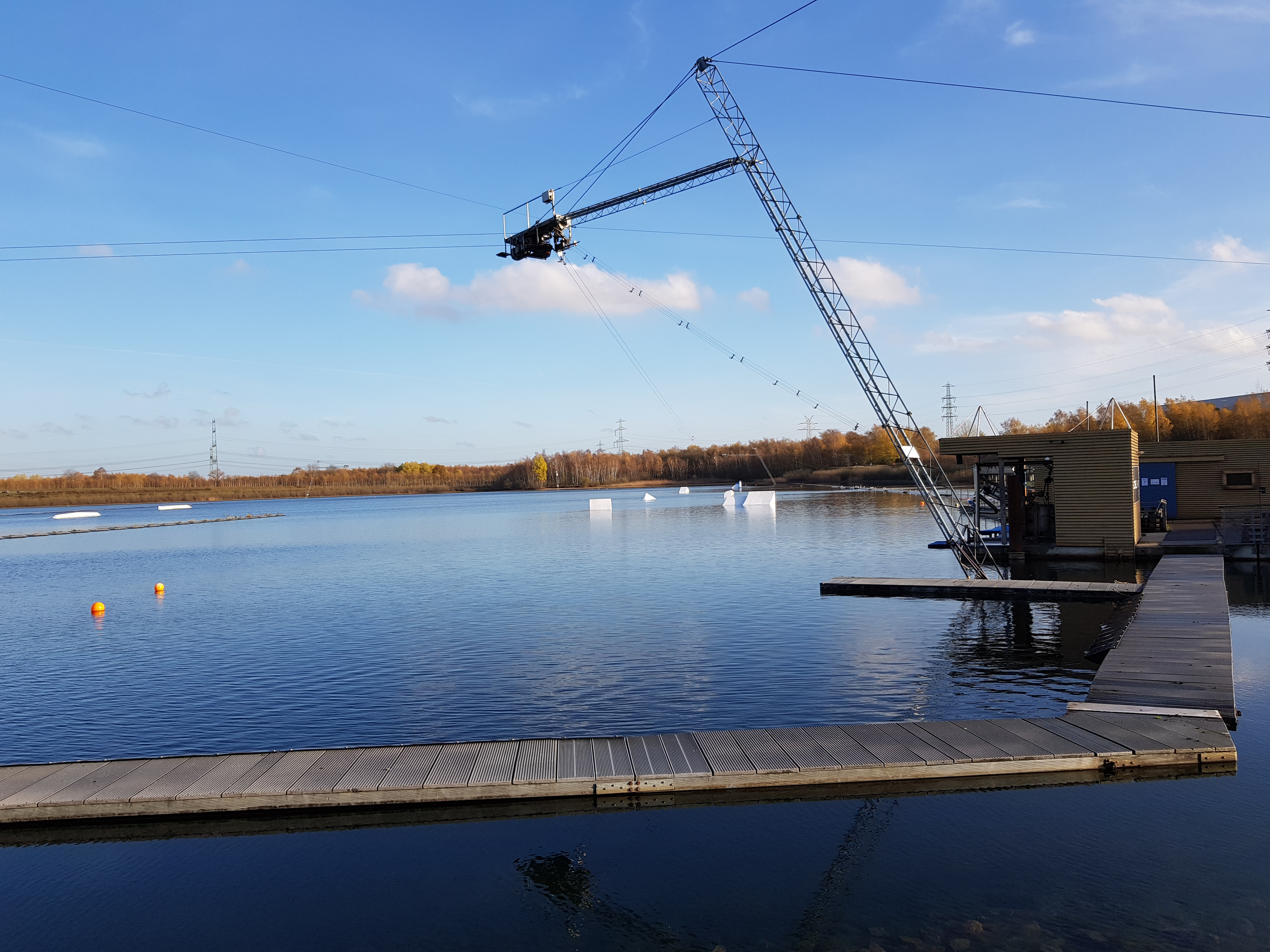
Foto der Wasserskianlage im Stadtpark Norderstedt

In Harksheide befindet sich der Norderstedter Stadtpark mit dem Arboretum und dem Stadtparksee, in dem eine Wasserskianlage sowie ein Freibad betrieben werden. Im Park fand die Landesgartenschau 2011 statt. Außerdem gibt es den Willy-Brandt-Park in Garstedt sowie den Moorbekpark in Norderstedt-Mitte. Im Westen Friedrichgabes befindet sich der Rantzauer Forst.

### Religion

#### Konfessionsstatistik
Von den 74.920 Einwohnern waren 2009 18.258 (24,4 %) evangelisch, 5.010 (6,7 %) katholisch und 68,9 % waren konfessionslos oder gehörten einer Religionsgemeinschaft an, die nicht kirchensteuerberechtigt ist.

#### Kirchen

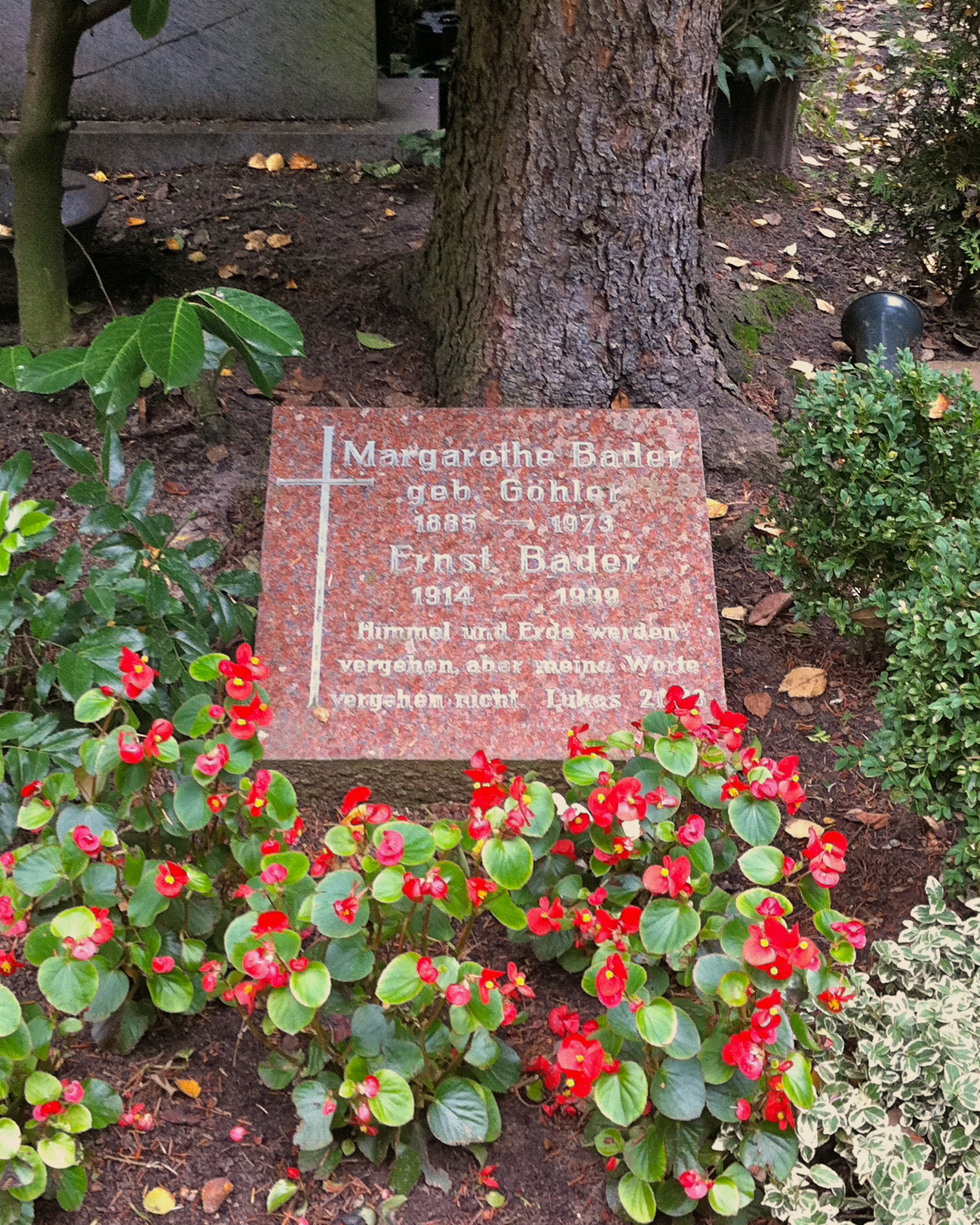
Das Grab von Liedtexter u. Komponist Ernst Bader auf dem evang. Friedhof Garstedt

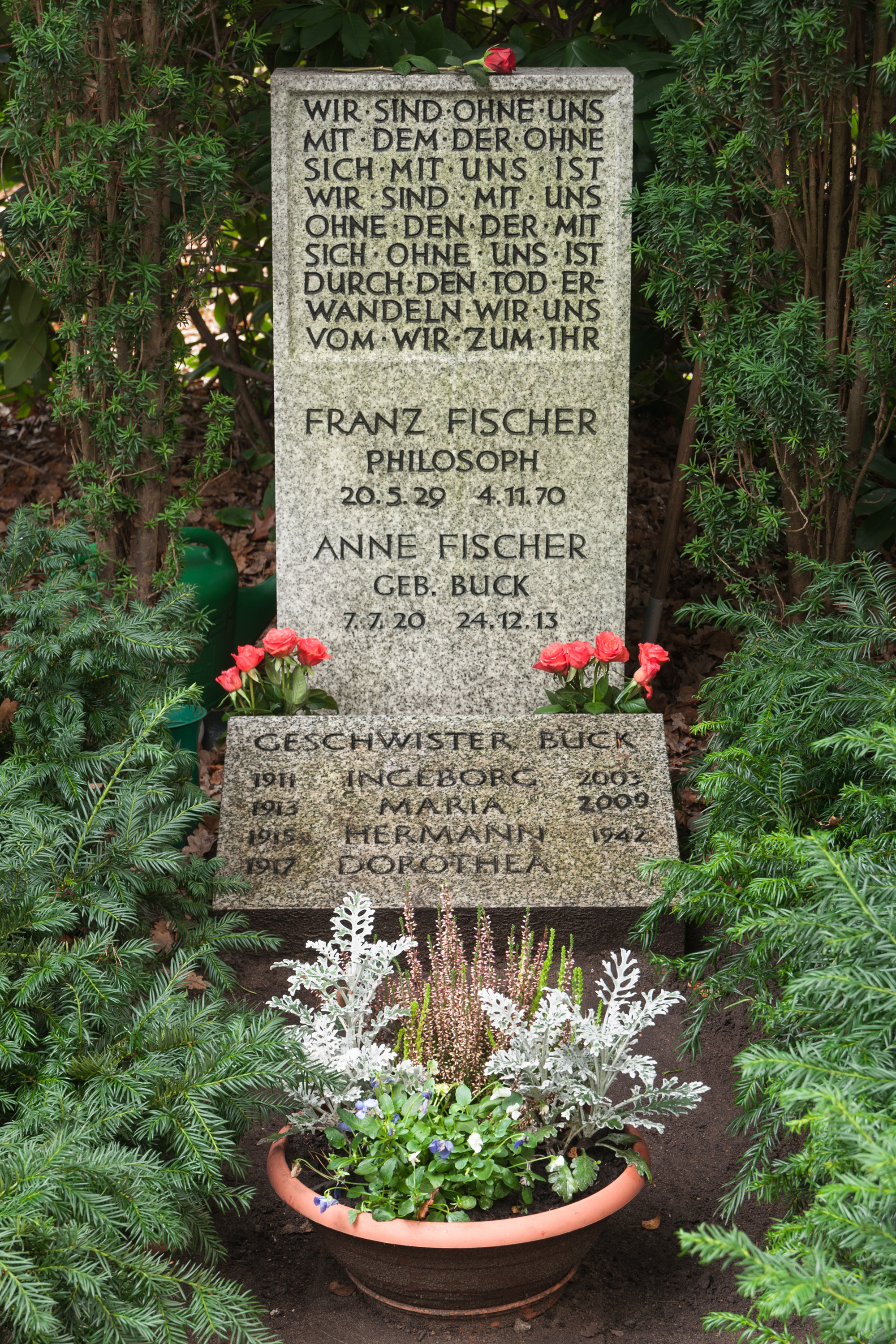
Grabstein von Franz und Anne Fischer

In Norderstedt gibt es fünf evangelische Kirchengemeinden, mit acht Kirchen für Norderstedt, sowie eine katholische Kirche, drei Moscheen und darüber hinaus einige freikirchliche Gemeinden. Mit der Verhüllung ihrer Türme nach einer Idee von Pastor und Fundraiser Gunnar Urbach sorgten die Kirchen 1999 für deutschlandweite Aufmerksamkeit. Mit der Aktion sollte auf die Finanznot der Gotteshäuser hingewiesen werden. 1991 geriet die Schalom-Gemeinde (mittlerweile mit der Kirchengemeinde Harksheide-Süd Vicelin zur Kirchengemeinde Vicelin-Schalom fusioniert) in die Schlagzeilen, als sie für einige Wochen von Flüchtlingen besetzt wurde, die nach rassistischen Angriffen aus Greifswald geflohen waren und gegen ihre Wiederverlegung dorthin Widerstand leisteten.

### Friedhöfe
Der evangelische Friedhof Garstedt ist seit den Jahren 1889 (Gründung der Evang. Kirchengemeinde zu Garstedt und Harksheide) bzw. 1903 Begräbnisplatz der Kirchengemeinde zu Garstedt, der jetzigen ev.-luth. Emmaus-Kirchengemeinde in Norderstedt. Vormals gehörte er namentlich zur Christusgemeinde. Das Areal des Kirchenfriedhofs wurde mehrfach umfangreich erweitert. Die Nutzung steht allen Konfessionen offen. Besondere Grabstätten sind:
- Armin von Gerkan (1884–1969), deutscher Archäologe und Bauforscher
- Ernst Bader (1914–1999), deutscher Schauspieler, Komponist (Tulpen aus Amsterdam)
- Uwe Arkuszewski (1962–2004), deutscher Musiker und Moderator (Die Stimme des Nordens)

Der kommunale Friedhof Harksheide wurde Ende der 1950er Jahre angelegt und liegt in unmittelbarer Nähe der Falkenbergkirche der Evang. Kirchengemeinde Harksheide.
Hier ruhen unter anderem:
- Franz Fischer (1929–1970), niederösterr./deutscher Philosoph und Pädagoge
- Anne Fischer-Buck (1920–2013), deutsche Sozialpädagogin und Psychologin
- Dorothea Buck (1917–2019), Autorin, Bildhauerin, bedeutende Persönlichkeit der Bewegung Psychiatrie-Erfahrener

Weitere Friedhöfe sind die städtischen Friedhöfe in Glashütte und Friedrichsgabe (Waldfriedhof). Der Islamische Friedhof wurde im Jahr 2009 zunächst als separate Erweiterung des Waldfriedhofs für muslimische Bürger der Stadt Norderstedt, der Hamburger Vorstadtgemeinden und der weiteren südholsteinischen Umgebung eingerichtet. Der Friedhof wird unter städtischer Trägerschaft betreut durch den schleswig-holsteinischen Landesverband der Türkisch-Islamischen Union der Anstalt für Religion e. V. in Deutschland.

### Sport und Freizeit
2021 bewarb sich die Stadt als Host Town für die Gestaltung eines viertägigen Programms für eine internationale Delegation der Special Olympics World Summer Games 2023 in Berlin. 2022 wurde sie als Gastgeberin für Special Olympics Norwegen ausgewählt. Damit wurde sie Teil des größten kommunalen Inklusionsprojekts in der Geschichte der Bundesrepublik mit mehr als 200 Host Towns.
In Norderstedt existieren mehrere Vereine, die meisten davon mit einem breiten Spektrum angebotener Sportarten und Freizeitaktivitäten:
Amateurfunk
Der Amateurfunk wird in Norderstedt und Umgebung durch den Ortsverein E12 im Deutschen Amateur Radio Club (DARC e.V.) vertreten. Das Spektrum der Aktivitäten reicht von geselligen Kurzwellen-Contesten bis zu beliebten Fuchsjagden. Das 70cm-Relais DB0HHN in Henstedt-Ulzburg (Ortsteil Götzberg) wird auch durch den Ortsverein betrieben. Die Mitglieder treffen sich regelmäßig jeden letzten Freitag im Monat.
American Football
Der SV Friedrichsgabe beherbergt eine Mannschaft des American Football, die Norderstedt Mustangs. Diese spielt im Waldstadion, das dem SV Friedrichsgabe gehört. Sie spielen gegen bekannte Teams wie die Hamburg Blue Devils und auch die Kiel Baltic Hurricanes 2. Wegen des Umzuges vom Moorbekstadion wurde im Waldstadion eine Tribüne für 500 Zuschauer gebaut.
Des Weiteren gibt es seit 2008 die Norderstedt Beavers, die derzeit eine Jugendmannschaft im Ligabetrieb haben. Die Beavers konnten bereits im ersten Jahr eine erfolgreiche Saison bestreiten und in die nächsthöhere Liga aufsteigen.
Basketball
Der erfolgreichste Basketballclub in Norderstedt ist der 1. SC Norderstedt. Die SCN Seals belegten in der Saison 2008/2009 den 1. Platz in der 2. Regionalliga Nord und spielen in der Saison 2009/2010 in der 1. Regionalliga (vierthöchste Spielklasse in Deutschland).
Bogenschießen
Einer der erfolgreichsten Bogensportvereine in Schleswig-Holstein ist die Schützengemeinschaft Norderstedt e.V. Die Bogensportler belegen regelmäßig die ersten Plätze auf den Landesmeisterschaften und konnten auch bereits deutsche Meisterschaften erringen. In der Saison 2012/2013 spielt die erste Mannschaft in der 1. Bundesliga Bogen Gruppe Nord.
Catch Wrestling
Seit 2006 gibt es in Norderstedt den Catch Wrestling Norddeutschland e.V., der sich für die Förderung des deutschen Catch Wrestling Sports in Norddeutschland gegründet und Kampfabende in Norderstedt und Tangstedt veranstaltet hat. Bekannte Norderstedter Kämpfer sind „Der Baron“ und „Michael Knight“.
Cheerleading
Zum American Football gehören traditionell Cheerleaders. Die Starlets Cheerleader sind ein reines Dance-Show-Team nach dem Vorbild der NFLE-Cheerleader. Unter dem Dach des SV Friedrichsgabe gibt es sowohl ein Damenteam (ab 16 Jahre) als auch ein Junior-(Mädchen)-Team (ab 10 Jahre). Die Starlets Cheerleaders absolvieren außerhalb ihrer Darbietungen bei den Footballspielen diverse Auftritte (wie bei der Night Of The Jumps in Hamburg). Sie sind Deutscher Meister 2011 im Senior Theme Dance (im Verband CVD).
Einradfahren
Der Norderstedter Sportverein (NSV) hat eine Einrad-Sparte, die bei Turnieren im Kreis bereits viele Preise gesammelt hat.
Fußball
Der größte Sportverein Norderstedts ist der 1. SC Norderstedt. Die Fußballmannschaft ist über die Stadtgrenzen hinaus bekannt geworden durch den verpassten Aufstieg in die Zweite Bundesliga gegen 1860 München 1993 sowie die Teilnahme an der 1. Hauptrunde im DFB-Pokal 1995/96 gegen Wattenscheid 09. 1987–1994 und 1995–2000 spielte Norderstedt in der dritthöchsten Spielklasse.
Die Fußballabteilung gründete 2003 unter dem Namen Eintracht Norderstedt einen eigenständigen Verein. Die 1. Herren-Mannschaft der Eintracht spielt derzeit in der Fußball-Regionalliga Nord. Nachdem die drei Erstplatzierten (FC Elmshorn, Altona 93, Buchholz 08) der Oberliga Hamburg verzichteten, gelang der Eintracht als Vierter zur Saison 2013/14 der Aufstieg. Seit 2016 nahm die Mannschaft viermal am DFB-Pokal teil, konnte jedoch nie die zweite Runde erreichen.
Von 2008 bis 2013 trug die zweite Mannschaft des Hamburger Sport-Vereins (HSV II) im Edmund-Plambeck-Stadion ihre Heimspiele in der 4. Liga (Regionalliga Nord) aus. Sie ist aber inzwischen in den Sportpark Eimsbüttel jenseits der Landesgrenze zurückgekehrt. Seit der Saison 2014/2015 trägt die zweite Mannschaft des FC St. Pauli ihre Spiele im Edmund-Plambeck-Stadion aus.
Weitere Fußball-Sportvereine oder Sportvereine mit Fußballabteilungen sind TuRa Harksheide, Norderstedter SV, SV Friedrichsgabe, Glashütter SV, FFC Nordlichter Norderstedt, 1. Norderstedter FC und Rot Weiß Norderstedt.
Das HSV-Trainingsgelände „Ochsenzoll“ am ehemaligen „Lindenhof“ in Harksheide war seit 1928 die Heimat der Amateur- und Jugendmannschaften des Vereins aus der Nachbarstadt und eine wesentliche Basis für dessen führende Stellung im Großraum Hamburg. Während der Fußball-WM 2006 wurde es vom Team der USA zum Trainieren genutzt. Dort fand am 5. Juni 2006 (aus „Sicherheitsgründen“ unter Ausschluss der Öffentlichkeit) auch ein Freundschaftsspiel der USA gegen das Team Angolas statt, das 1:0 für das US-Team endete. Ein öffentliches Training fand auch im Edmund-Plambeck-Stadion statt, in dem sonst die Heimspiele von Eintracht Norderstedt ausgetragen werden.
Handball
Die Handballgemeinschaft Norderstedt (HGN) wurde 1987 von den Handballsparten der vier Vereine TuRa Harksheide, Glashütter SV, 1. SC Norderstedt und SV Friedrichsgabe gegründet. Trainiert wird in verschiedenen Hallen, die Spiele finden jedoch in der Sporthalle des Schulzentrums Süd statt. In den Spielzeiten 2001/2002 und 2008/2009 trat die erste Männermannschaft in der Handball-Regionalliga an. 2013 gründete die HGN zusammen mit dem Norderstedter SV im Männerbereich die Handballspielgemeinschaft Handball-Team Norderstedt.
Hockey
Es existiert eine Hockeyabteilung im „1. SC Norderstedt“ sowie beim HSV.
Kampfsport
Norderstedt ist seit nunmehr mehreren Jahren in Folge ein Austragungsort für Europameisterschaften im Kickboxen. Des Weiteren werden in Norderstedt vom Kodokan Norderstedt jährlich die Internationalen Kodokan Open (ehemals Hamburg Open) im Ju-Jutsu ausgetragen. Der Verein wurde 1988 gegründet und hat seitdem mehrere Internationale Titel gewonnen (Junioren Welt-/Europameister, Hamburger Meister, Norddeutsche Meister sowie Deutsche Meister).
Leichtathletik
Die LG Alsternord Hamburg ist zwar eine im Hamburger Leichtathletik-Verband (HHLV) eingetragene Leichtathletikgemeinschaft, setzt sich jedoch länderübergreifend aus den vier Leichtathletik-Abteilungen von TuRa Harksheide, 1. SC Norderstedt (beide Schleswig-Holstein) und dem SC Alstertal-Langenhorn (Hamburg; ehemals TuS Alstertal und SC Langenhorn; kurz SCALA) zusammen. Die meisten aktiven Athleten sind daher wohnhaft in Norderstedt. Auch findet das Training neben den Hamburger Sportstätten Jahnkampfbahn (JKB) und der im Jahr 2006 eingeweihten Leichtathletik-Halle (LTH) größtenteils in Norderstedt (Sportplatz Schulzentrum Süd) statt. Seit 35 Jahren ist die LG Alsternord in Hamburg und in Schleswig-Holstein aktiv und war somit die erste länderübergreifende Leichtathletik-Gemeinschaft. Auf Landesebene sind die jungen Aktiven stets erfolgreich, so dass die LG Alsternord seit ihrer Gründung stets zu den besten fünf Vereinen Hamburgs gehört. Die Senioren sind sogar international erfolgreich.
Pferdesport
Fast im gesamten Stadtgebiet findet sich eine Vielzahl von Reitställen; mehrere hiervon verfügen auch über Schulponys und -pferde, mit denen Reitunterricht angeboten wird. Auch Angebote zum Voltigieren und Gespannfahren finden sich in Norderstedt. Mehrere Reitvereine veranstalten im Stadtgebiet Reitturniere mit Prüfungen bis hin zur schweren Klasse.
Schach
Mit dem SK Norderstedt besitzt die Stadt seit 1975 einen erfolgreichen Schachverein (ehemalige Spieler u. a. Lawrence Trent, Andrey Ostrovsky).
Schießsport
Die Schützengemeinschaft Norderstedt e.V. bietet auf ihrer Schießsportanlage neben Luftgewehr und -pistole, Kleinkalibergewehr und -pistole auch Großkaliber und Vorderlader sowie Bogenschießen an.
Tanzsport
In Norderstedt gibt es auch einige Tanzsportvereine, die teilweise überregional bekannt sind: Die Tanzsportabteilung des 1. SC Norderstedt und der TSC Astoria Norderstedt sowie die TSG Creativ Norderstedt (alle drei zum Tanzsportverband Schleswig-Holstein (TSH) gehörend) sowie die Tanzsportabteilung des HSV, der TSC Astoria Hamburg und der TTC Savoy (beide Hamburger Tanzsportverband (HATV)).
Tennis
Im Stadtteil Glashütte befindet sich einer der größten Tennisvereine Schleswig-Holsteins; der TSC Glashütte e.V. mit 14 Außen- und drei Hallenplätzen. Außerdem gibt es noch den TC Friedrichsgabe, den TC am Falkenberg, den TC Garstedt, den NSV und die Tennisabteilung des 1. SC Norderstedt sowie die Tennissparte des HSV. Alljährlich werden die Norderstedter Stadtmeisterschaften ausgetragen.
Volleyball
Der 1. VC Norderstedt existiert seit 1996 und spielt seine Punktspiele hauptsächlich in der Moorbekhalle, wo auf sechs Spielfeldern gleichzeitig gespielt werden kann. Die Mannschaften sind von der Jugend bis zum Erwachsenenbereich in diversen Ligen vertreten. Von der Kreisliga bis hin zur Dritten Liga schlagen die Volleyballer für Norderstedt auf. Die Senioren des 1. VCN sind bereits zehn Mal Deutscher Meister geworden.
Daneben gibt es noch den 1. SC Norderstedt mit aktuell einer Männermannschaft in der Hamburger Bezirksliga.
Wassersport
Ein weiterer wichtiger Verein ist die Startgemeinschaft Wasserratten e.V. Dieser Schwimmverein bildet einen Leistungsstützpunkt in Schleswig-Holstein. Bekanntestes ehemaliges Vereinsmitglied ist Sandra Völker.

Glashütte Sportverein

## Wirtschaft und Infrastruktur

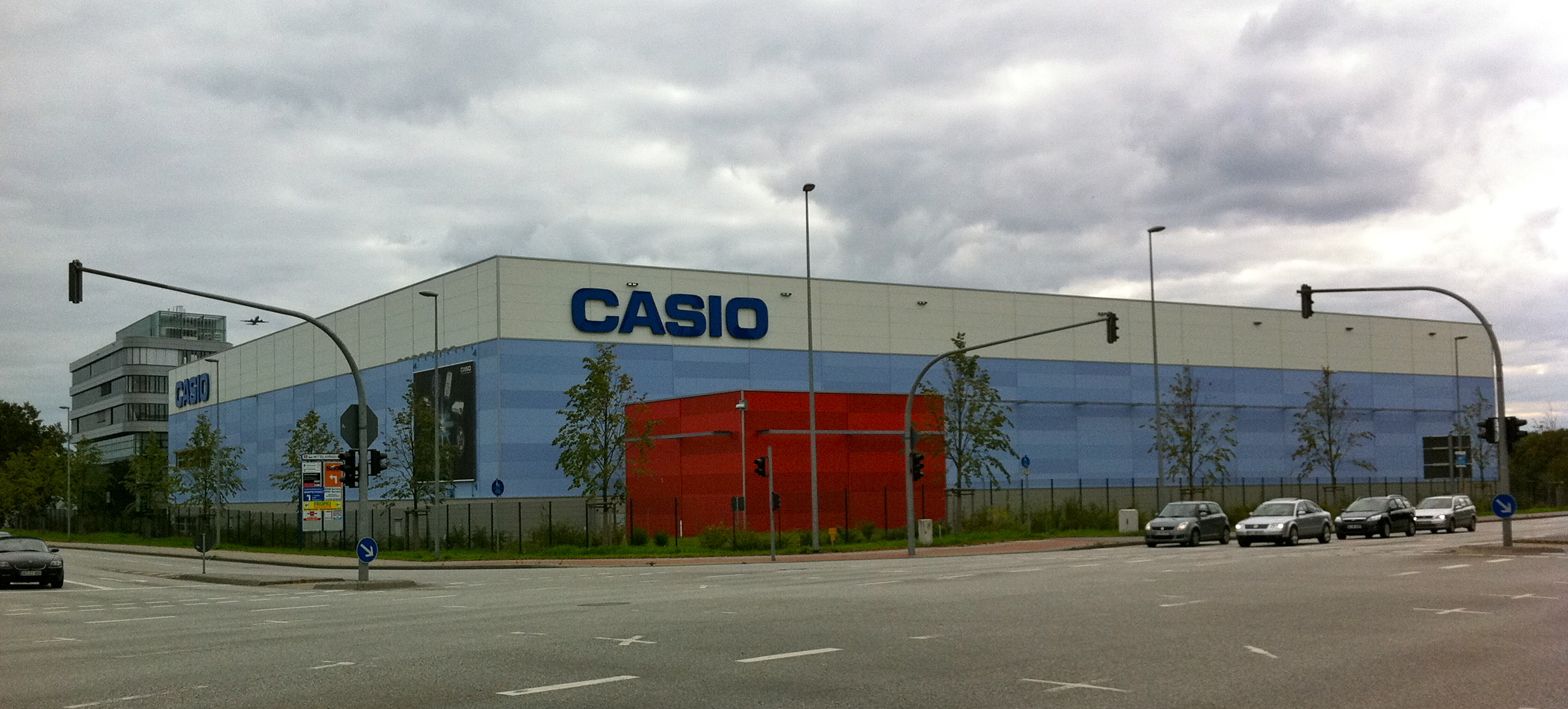
Casio-Gebäude im Garstedter Gewerbegebiet Nettelkrögen

### Wirtschaft
Über die Stadt verteilt existieren mehrere Gewerbegebiete mit teilweise international bekannten Unternehmen. In den Gewerbegebieten Nettelkrögen und Nordport in Garstedt befinden sich unter anderem die Firmenzentrale des Handelsunternehmens Blume 2000, die Europa-Zentrale des japanischen Elektronik- und Elektrogerätekonzerns Casio sowie seit 2015 der Firmensitz des Klebstoffherstellers tesa. Im Gewerbegebiet Glashütte sind unter anderem die bekannten Medizinproduktehersteller Johnson & Johnson und Schülke & Mayr ansässig. Des Weiteren befindet sich das Hauptwerk des Gabelstapler-Produzenten Jungheinrich in Friedrichsgabe. Auch die Schokoladenfabrik Herza, ein Unternehmen der Stern-Wywiol-Gruppe, hat in Norderstedt ihren Sitz. Seit 1989 befindet sich in Norderstedt ein Vertriebszentrum von Volkswagen Original Teile Logistik und beliefert weite Teile Norddeutschlands und Dänemarks mit Volkswagen Original-Teilen. Wichtiges Zentrum des Norderstedter Einzelhandels ist die ab 1970 errichtete De-Gaspari-Passage direkt am U-Bahnhof Garstedt, mit dem Herold Center, der Einkaufspassage Europaallee und einer Saturn-Filiale (und bis Oktober 2020 Karstadt). Der sich in Liquidation befindende Hersteller von Druck- und Fotochemikalien, Tetenal, hat seinen Hauptsitz ebenfalls in Norderstedt, ebenso seit 2001 das Unternehmen Books on Demand. Seit 2016 befindet sich der Sitz von Rollei in der Stadt.

#### Versorger und Städtische Betriebe

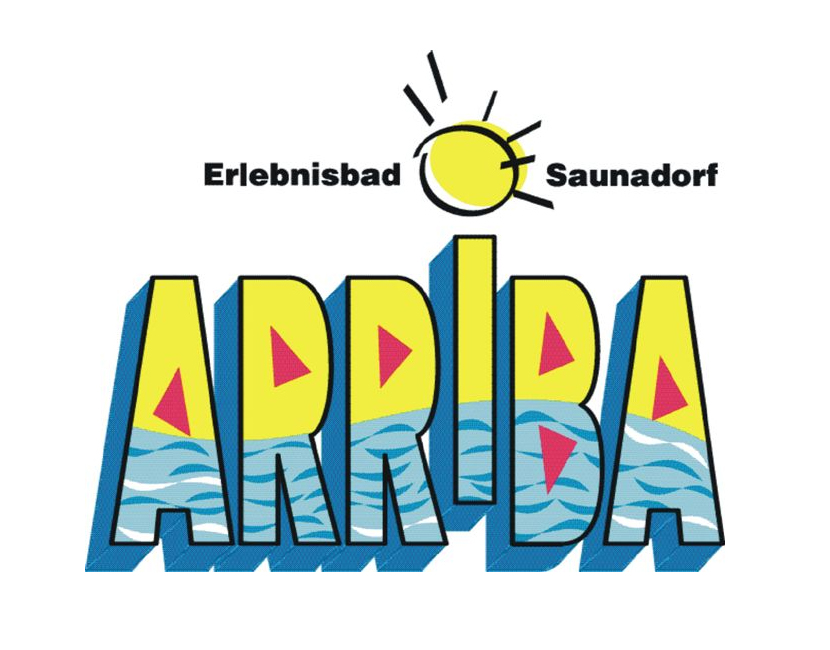
Logo des Arriba Erlebnisbades

Als städtischer Versorger für Wasser, Strom, Gas und Fernwärme fungieren die Stadtwerke Norderstedt. Tochtergesellschaften der Stadtwerke sind die Verkehrsgesellschaft Norderstedt mbH (VGN) als Betreiber des öffentlichen Nahverkehrs, das Frei- und Hallenbad Arriba Erlebnisbad, eines der größten Schwimmbäder Norddeutschlands, sowie die Stadtpark Norderstedt GmbH. Durch das ebenfalls den Stadtwerken untergeordnete kommunale Telekommunikationsunternehmen wilhelm.tel sind momentan knapp 27.000 Norderstedter an ein modernes Glasfasernetz angeschlossen und können so mit bis zu 1000 MBit/s in das Internet gehen. Im Jahr 2012 erwirtschafteten die Stadtwerke einen Gewinn von knapp 4,6 Millionen Euro, wovon etwa 1,2 Millionen Euro direkt an den städtischen Haushalt abgeführt wurden.
Daneben betreibt die Stadt Norderstedt weitere Eigenbetriebe und Gesellschaften: ein städtisches Altersheim (Das Haus im Park gGmbH), die Entwicklungsgesellschaft Norderstedt mbH (EGNO), die Mehrzwecksäle Norderstedt GmbH (MeNo), die Bildungswerke Norderstedt (Volkshochschule und Stadtbücherei) und die Norderstedter BildungsGesellschaft gGmbH (NoBiG).

#### Wirtschaftsvereinigungen, Interessenvertretungen
In Norderstedt gibt es den Bund der Selbständigen e.V. (BDS) als eigenständigen Verein. Mit nach eigenen Angaben etwa 400 Mitgliedern repräsentiert der BDS nicht ganz zehn Prozent der ortsansässigen Wirtschaft.
Der 2006 in Norderstedt gegründete „Alster Business Club“ fördert die Zusammenarbeit seiner Mitgliedsunternehmen und hat nach eigenen Angaben rund 980 Mitgliedsunternehmen. Seit 2011 betreibt der Alster Business Club weitere Regionalgruppen in Hamburg, Kiel, Bremen und Berlin.

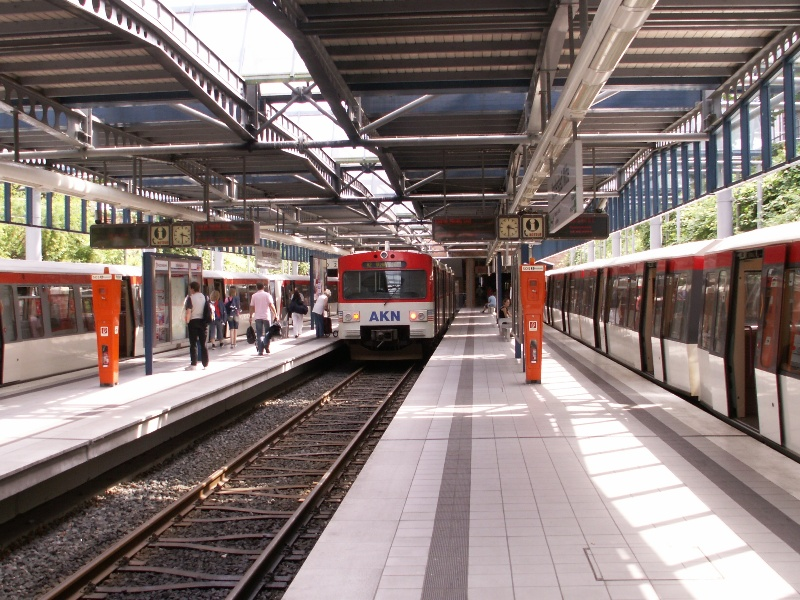
Bahnhof Norderstedt Mitte, in der Mitte ein Zug der AKN, außen die U-Bahn

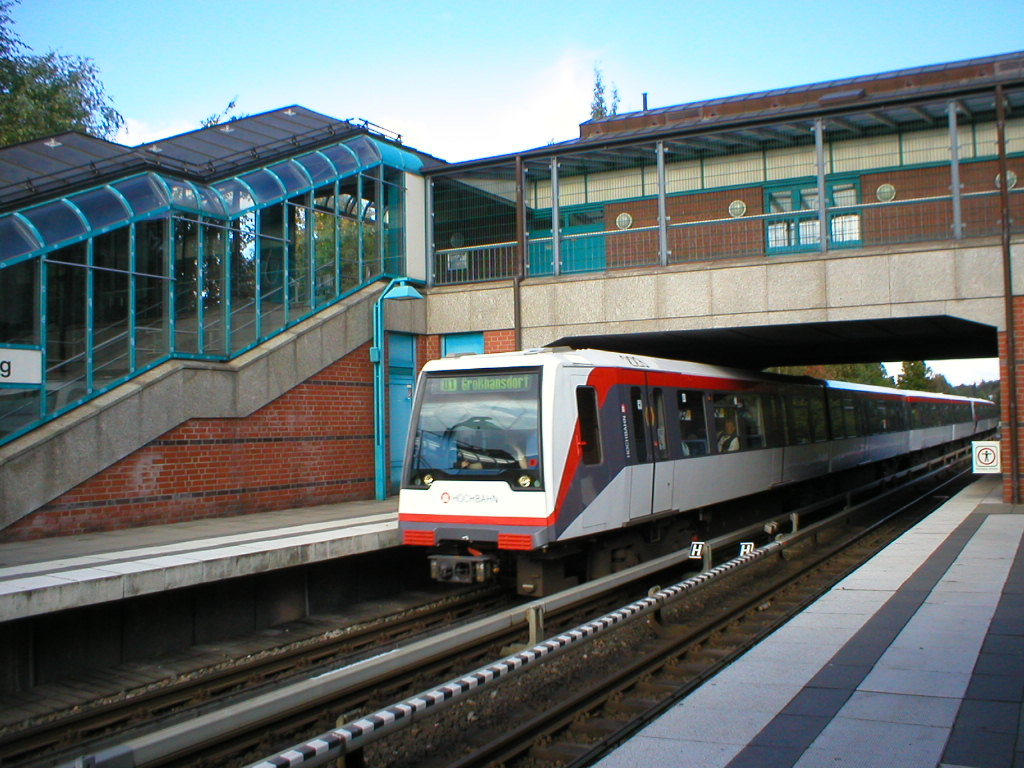
U-Bahn-Haltestelle Richtweg

### Verkehr
Norderstedt ist in das Nahverkehrsnetz des Hamburger Verkehrsverbundes eingebunden. Die U-Bahn-Linie U 1 und die Linie A 2 der AKN verbinden Norderstedt mit Hamburg bzw. dem nördlich gelegenen Henstedt-Ulzburg und Kaltenkirchen, Bad Bramstedt bis nach Neumünster. Durch die U-Bahn ist die Stadt mit einer direkten Verbindung an den Hamburger Hauptbahnhof angebunden. Die Fahrzeit von Norderstedt Mitte beträgt 41 Minuten. Norderstedts Eigentumsrechte an den beiden Bahnen werden durch die VGN (Verkehrsgesellschaft Norderstedt, einem Tochterunternehmen der Stadtwerke Norderstedt) wahrgenommen.
Zahlreiche Buslinien der VHH stellen die Verbindungen der Norderstedter Stadtteile untereinander und mit den Gewerbegebieten sowie den umgebenden Orten her. Der Ende 2003 neu gestaltete Busbahnhof am U-Bahnhof Garstedt direkt beim Einkaufszentrum „Herold Center“ ist dabei ein wichtiger Knotenpunkt und ergänzt den zweiten Busbahnhof am Bahnhof Norderstedt Mitte beim Verwaltungszentrum. Ein dritter Busbahnhof befindet sich am Glashütter Markt. Eine Regionalbuslinie der Autokraft verkehrt vom U-Bahnhof Ochsenzoll über Glashütte in die Kreisstadt Bad Segeberg.
An den Wochenendnächten (Nächte Freitag/Samstag und Samstag/Sonntag) und vor Feiertagen verkehrte zusätzlich die Nachtbuslinie 616: U-Bf Norderstedt Mitte – Ulzburger Straße – Henstedt-Ulzburg (− Kisdorf) im 40-Minuten-Takt. Eine zweite Nachtbuslinie 626 verkehrte als Ringlinie durchs nördliche Norderstedt: U-Bf Norderstedt Mitte – Harksheide, Markt – Falkenhorst – Steindamm – Friedrichsgaber Weg (Nord) – U-Bf Norderstedt Mitte. Die Nachtbuslinien wurden zum Fahrplanwechsel im Dezember 2021 eingestellt. Die Buslinie 278 verkehrt ebenfalls während dieser Zeit auf dem Linienteil U-Bf Ochsenzoll – Glashütter Markt. Auch die U-Bahn-Züge der Linie U 1 fahren an diesen Tagen während der gesamten Nacht durchgehend im 20-Minuten-Takt zwischen Norderstedt Mitte und Hamburg (Volksdorf).
Weiterhin gibt es ein Fahrradverleihsystem des Unternehmens Nextbike, das zur Landesgartenschau 2011 eingeführt worden ist. Insgesamt 44 Kilometer Reitwege durchziehen Norderstedt.
Die A 7 führt westlich an Norderstedt vorbei (Anschlussstelle Quickborn für die nördlichen Bereiche bzw. Hamburg-Schnelsen-Nord für die südlichen Bereiche). Quer durch den Süden der Stadt führt die B 432 (von der A 7 im Westen über die Stadtteile Garstedt, Harksheide (Süd) nach Glashütte) und verbindet Norderstedt mit der Kreisstadt Bad Segeberg und Scharbeutz an der Lübecker Bucht der Ostsee.
Die Terminals des Flughafens Hamburg in Hamburg-Fuhlsbüttel liegen nur wenige Kilometer entfernt. Ein Teil des Flughafengeländes (nördliches Ende der Start-/Landebahn 2) befindet sich auf Norderstedter Stadtgebiet.

### Medien
Norderstedt ist Sitz eines Regionalstudios des NDR, das Beiträge für den Hörfunk und das Fernsehprogramm produziert. In der Woche wird mehrfach pro Tag Regionales aus dem Studio Norderstedt im Programm der NDR 1 Welle Nord über die Frequenzen Hamburg 89,5 MHz und Neumünster 106,4 MHz für das Hamburger Umland gesendet.
In Norderstedt gibt es seit 2001 den privaten Regionalfernsehsender noa4 (Norderstedt on air). Der Sender besitzt eine 24-Stunden-Sendelizenz und strahlt sein tägliches Programm, das vor allem Themen aus Norderstedt aufgreift, im digitalen Glasfasernetz des örtlichen Kabelnetzbetreibers aus. Weiterhin kann es über die Homepage des Senders empfangen werden.
Im Bereich der Printmedien gibt es die Norderstedter Zeitung, die täglich als Beilage zum Hamburger Abendblatt im Kreis Segeberg erscheint. Der älteste in Norderstedt ansässige Zeitungsverlag war bis 2010 das Verlagshaus Meincke. Nach dem Verkauf des Verlages an die medienholding:nord erscheinen die drei Zeitungen Heimatspiegel, Markt Extra und (für das nördliche Hamburg) Lokal-Anzeiger im Verlag der Südholstein Anzeigenblatt GmbH. Weitere Zeitungen und Wochenblätter sind das zum Hamburger Wochenblatt gehörende Norderstedter Wochenblatt sowie die monatlich erscheinenden Stadtmagazin Norderstedt (Verlag Regenta GmbH) und nordrevue (Nordrevue-Verlags UG (haftungsbeschränkt)).
Die Medienanstalt Hamburg Schleswig-Holstein hat seit 2007 ihren Sitz in Norderstedt.

### Feuerwehr, Rettungsdienst und Krankenhäuser

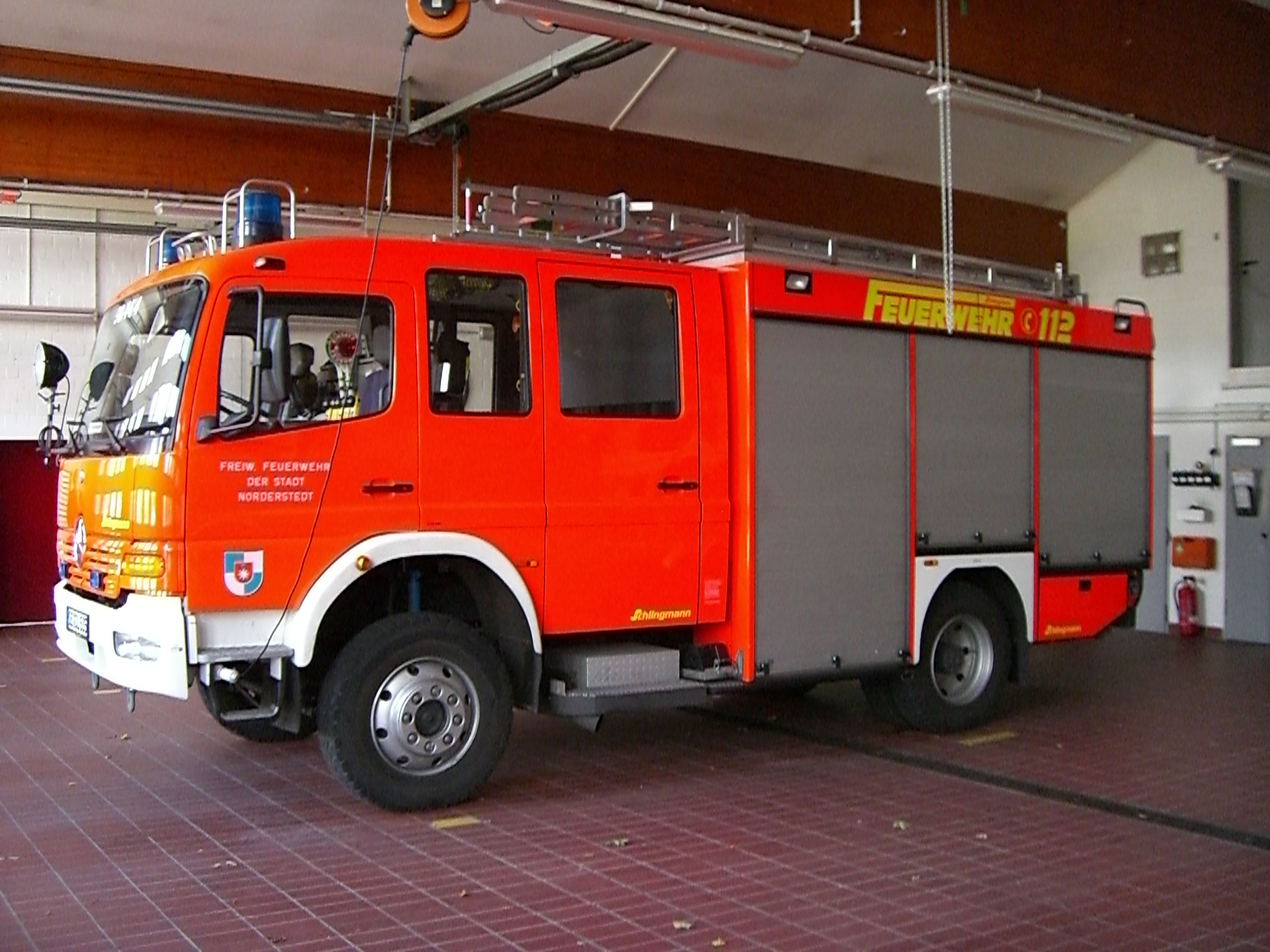
Löschfahrzeug der Freiwilligen Feuerwehr Friedrichsgabe, Funkrufname: 90/48/04

Die Freiwillige Feuerwehr Norderstedt mit ihren vier örtlichen Feuerwehren in den Stadtteilen Harksheide, Garstedt, Glashütte und Friedrichsgabe sorgt für den Brandschutz und die allgemeine Hilfe. Im Feuerwehrtechnischen Zentrum in Harksheide ist zudem die Berufsfeuerwehr untergebracht. Die Feuerwehren Glashütte und Friedrichsgabe stellen den Gefahrgutzug der Stadt Norderstedt. Die Feuerwache Friedrichsgabe stellt hierfür ein Trockenlöschfahrzeug (Tro-LF) und einen Gerätewagen Gefahrgut (GW-G), die Feuerwache Glashütte einen Gerätewagen Atemschutz (GW-AS). Die vier Feuerwehren haben eine gemeinsame Jugendfeuerwehr, aus deren Mitte sich ein Großteil des Nachwuchses für die Einsatzabteilungen bildet. Die zentrale Werkstatt mit fest angestellten Kräften befindet sich in den Räumlichkeiten der Freiwilligen Feuerwehr Harksheide.
Dort befand sich von 2004 bis 2021 die rund um die Uhr besetzte Rettungsleitstelle für den gesamten Kreis Segeberg. Zwischen dem 1. Juli 2007 und Mitte 2012 wurden von dieser Rettungsleitstelle aus auch die Feuerwehr- und Rettungskräfte der Stadt Neumünster geleitet. Entsprechend wurde der Notruf 112 aus Neumünster hierhin geleitet.
Ab April 2021 werden die Rettungskräfte des Kreises Segeberg durch die Leitstelle West alarmiert.
Der öffentliche Rettungsdienst wird durch die Rettungsdienst-Kooperation in Schleswig-Holstein gestellt. Norderstedt verfügt über kein Krankenhaus der Maximalversorgung, allerdings findet sich ein Herzzentrum der Segeberger Kliniken mit Notfallversorgung. Bedingt sind diese Besonderheiten durch die Nähe zu Hamburg, wo diese Einrichtungen zur Verfügung stehen und länderübergreifend genutzt werden. Das Klinikum Nord befindet sich im direkt angrenzenden Hamburger Stadtteil Langenhorn.

### Bildung

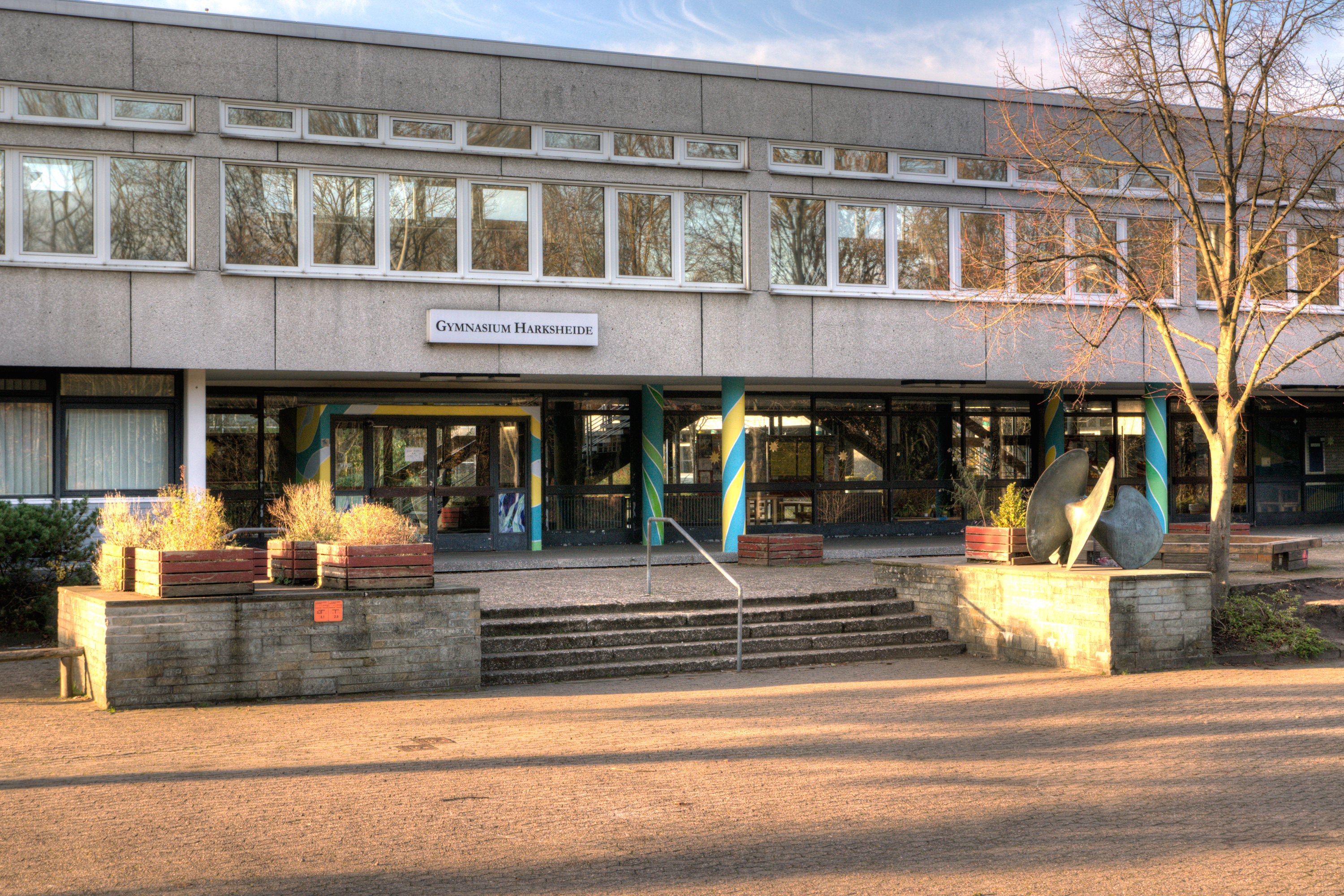
Der Haupteingang des „Gymnasiums Harksheide“

Die Stadt Norderstedt ist Trägerin der meisten Schulen und Kitas im Stadtgebiet. Der vergleichsweise geringen Größe zum Trotz hat Norderstedt vier Gymnasien. Sie sind meist älter als die Stadt selbst; beim Zusammenschluss der Gemeinden 1970 brachten sie ihre Gymnasien mit, das Coppernicus-Gymnasium in Garstedt, das Gymnasium Harksheide und das Lise-Meitner-Gymnasium/Schulzentrum Süd in Glashütte. Das Lessing-Gymnasium/Schulzentrum Nord in Friedrichsgabe-Süd wurde erst 1975 gegründet. Außerdem wird die gymnasiale Oberstufe an der Willy-Brandt-Schule (Gemeinschaftsschule) und am Berufsbildungszentrum Norderstedt (ehemals Berufliche Schule des Kreises Segeberg in Norderstedt) angeboten. Es gibt eine Reihe weiterer Gemeinschaftsschulen. Bis auf eine Waldorfschule sind in Norderstedt somit alle Schulformen vertreten.
Weiterhin betreibt die Stadt die Bildungswerke Norderstedt. Darin sind die zweitgrößte Volkshochschule des Landes und die Stadtbücherei zusammengefasst, die jährlich von 25.000 Menschen genutzt werden. Zu den Bildungswerken Norderstedt gehören weiterhin die städtischen Anteile an der Norderstedter Bildungsgesellschaft mbH (NoBiG), die seit 2007 u. a. das ehemalige Jugendaufbauwerk des Kreises Segeberg betreibt.
Die Stadtbücherei Norderstedt ist in allen vier Stadtteilen vertreten und verfügt über einen Gesamtbestand von mehr als 150.000 Medien für Unterhaltung, Freizeitgestaltung, (Weiter-)Bildung und Information. Auch Grafiken und Plakate werden verliehen. Das Bestandsangebot richtet sich an alle Altersgruppen. Als Einrichtung der Kultur und Weiterbildung arbeitet die Stadtbücherei eng mit Kindertagesstätten, Schulen und mit Bildungs- und Weiterbildungsanbietern für Erwachsene zusammen. Darüber hinaus führt sie Veranstaltungen durch.
Neben der Volkshochschule gibt es einige weitere Anbieter für Weiterbildung, z. B. die Frauencomputerschule „adasoft“, die DEKRA-Akademie und die Wirtschaftsakademie. In Trägerschaft der Volkshochschule ist in Norderstedt auch der Weiterbildungsverbund des Kreises Segeberg angesiedelt.

## Persönlichkeiten, die vor Ort gewirkt haben oder wirken
- Die Lokalpolitikerin Margarita Lillelund (1903–1982) lebte und wirkte in Garstedt. Sie war u. a. 1945 Mitbegründerin der FDP am Ort und später stellvertretende Bürgermeisterin. Nach ihr ist der „Margarita-Lillelund-Weg“ benannt.
- Der österreichische Komponist und Barpianist Hans Rahner (1905–2008) wohnte und arbeitete in Norderstedt.
- Herbert Ernst Groh (1906–1982), Schweizer Tenor, starb hier.
- Der Komponist, Schauspieler und Liedtexter Ernst Bader (1914–1999) war Norderstedter Bürger und wurde auf dem Evang. Friedhof Garstedt beigesetzt.
- Die ehemaligen Fußballtrainer Kuno Klötzer (1922–2011) und Martin Wilke (1926–2021) lebten in Norderstedt.
- Die Erzieherin, Sozialpädagogin, Psychologin und Gründerin des Anne-Fischer-Verlages Anne Fischer-Buck (1920–2013) und ihr Mann, der niederösterr./deutsche Philosoph Franz Fischer (1929–1970), nach ihm wurde die Franz-Fischer-Gesellschaft e. V. benannt.
- Der Schauspieler und Regisseur Jörg-Peter Hahn (1930–1996) lebte in Norderstedt. Nach ihm ist der Jörg-Peter-Hahn-Platz am Veranstaltungszentrum „TriBühne“ in Norderstedt-Mitte benannt.
- Der Fußballspieler Uwe Seeler (1936–2022) wohnte in Norderstedt-Harksheide.
- Die niederdeutsche Autorin, Theaterschauspielerin und Kulturpreisträgerin der Stadt Norderstedt Christa Heise-Batt (* 1937) lebt im Stadtteil Glashütte.
- Der Leichtathlet Uwe Gatermann (1938–2013), Geher in der deutschen Nationalmannschaft, wohnte viele Jahre in Norderstedt und erhielt von der Stadt u. a. 1977 und 1983 Ehren-Urkunden für hervorragende sportliche Leistungen.
- Die Goombay Dance Band, die 1980 mit Sun of Jamaica einen Nummer-eins-Hit in der Bundesrepublik Deutschland hatte, ist in Norderstedt ansässig.
- Der Sachbuchautor, Naturphilosoph und Publizist Rolf Hennig (1928–2016) wohnte und arbeitete in Norderstedt.
- Heide Moser (1943–2009) war als Lehrerin in Norderstedt tätig und von 1993 bis 2004 Sozialministerin des Landes Schleswig-Holstein.
- In Harksheide zur Schule gegangen ist Wolf-Rüdiger Marunde (* 1954), Chronist des Landlebens und des Neuen aus Schweinhausen.
- Wolfgang Herrndorf wuchs in Norderstedt auf.
- Auch Ditmar Jakobs (* 1953), der ehemalige Fußballprofi (unter anderem beim Hamburger SV), wohnt in Norderstedt. (Da das ehemalige Trainingsgelände des HSV in Norderstedt liegt, haben einige der Spieler bzw. ehemalige Profis ihren Wohnsitz dort.)
- Der Blues-Musiker Tom Shaka (* 1953), der seit über dreißig Jahren in der internationalen Musikszene einen Namen hat, wohnte bis 2009 in Norderstedt, bis er nach Lüneburg umzog.
- Christiane Felscherinow bewegte sich eine Zeit lang in Norderstedt und begann hier eine Ausbildung in einer Buchhandlung.
- In Norderstedt zur Schule gegangen ist der Tennisspieler Ricki Osterthun.
- Der russische Fußballprofi (Fußballnationalmannschaft der UdSSR, FC St. Pauli) Juri Sawitschew (* 1965) wohnt u. a. in Norderstedt.
- Jessica Stockmann lebte in Norderstedt und besuchte dort das Lessing-Gymnasium.
- Der ehemalige dänische Fußballprofi- und Nationalspieler Thomas Gravesen (* 1976) sowie sein damaliger Mannschaftskollege Allan K. Jepsen lebten während ihrer Zeit beim HSV in Norderstedt.
- Der Musiker Lil Lano wuchs in Norderstedt auf.
- Der Politiker Dariush Hassanpour (* 1996, Die Linke) war Mitglied der Stadtvertretung von Norderstedt.
- Der Politiker und ehemalige Minister für Inneres, ländliche Räume und Integration des Landes Schleswig-Holstein Hans-Joachim Grote (* 1955) war zwischen 1998 und 2017 Bürgermeister bzw. Oberbürgermeister der Stadt Norderstedt.